# Von der Heydt-Museum

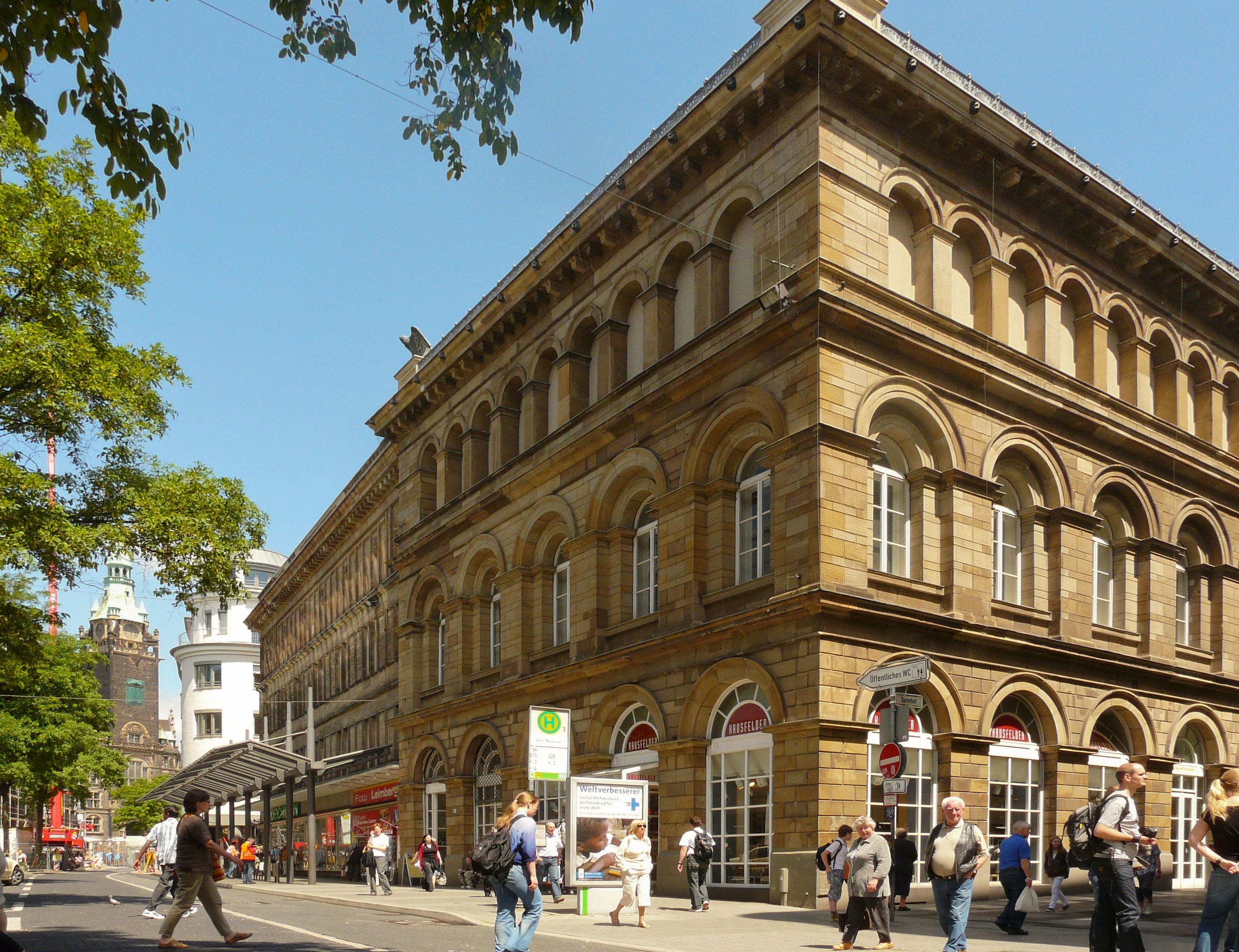
Von der Heydt-Museum im Stadtbild von Wuppertal-Elberfeld (2008)

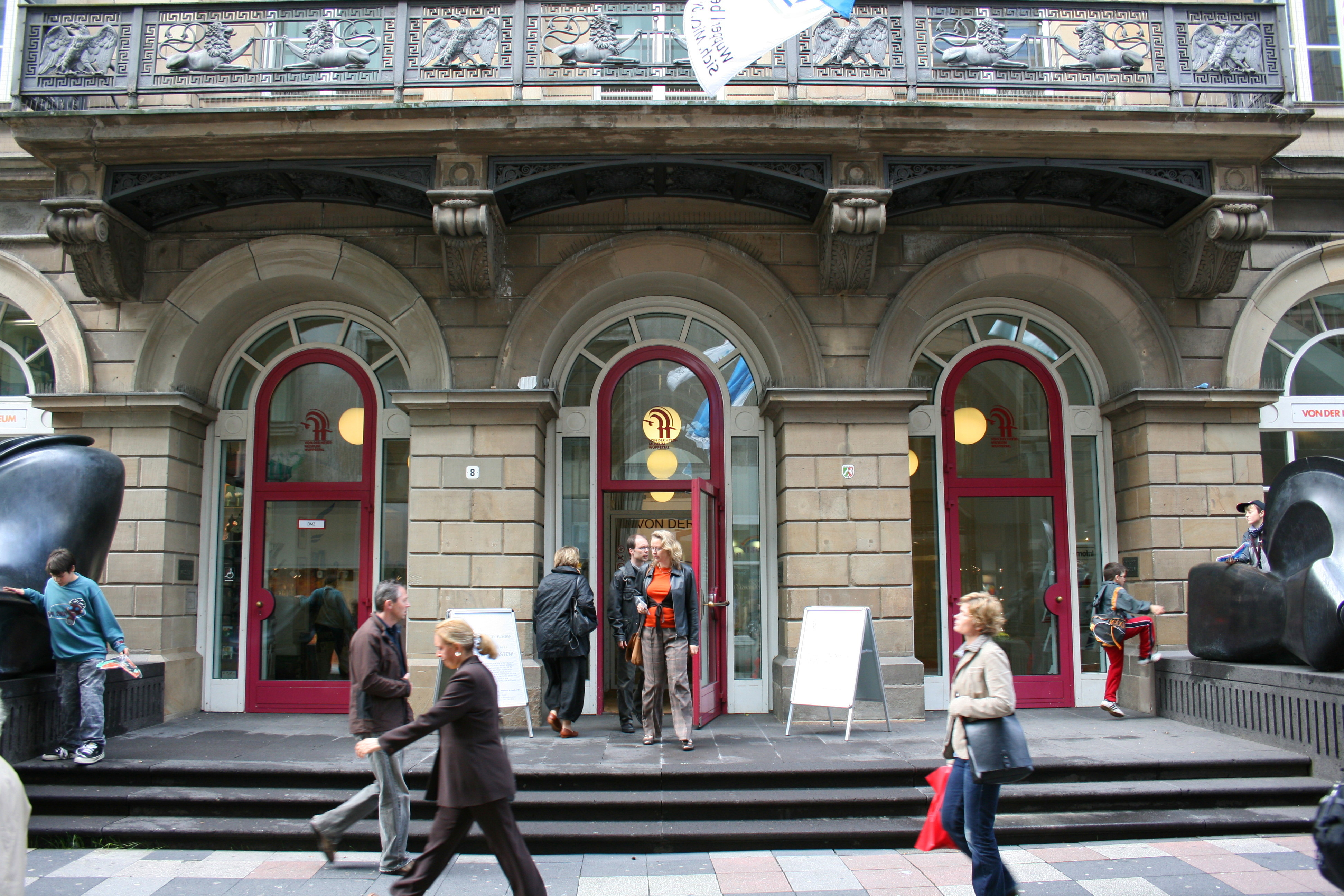
Eingang des Museums Von der Heydt (2008)

Das Von der Heydt-Museum ist ein Kunstmuseum in Wuppertal-Elberfeld, das 1902 als  Städtisches Museum Elberfeld gegründet wurde. Seit 1961 trägt es den Namen von der Heydt in Erinnerung an die für die Förderung des Museums wichtige Bankiersfamilie. Die Sammlung des Museums umfasst Gemälde, Skulpturen, Grafiken und Fotografien vom 17. Jahrhundert bis zur Gegenwart. Sammlungsschwerpunkte sind die französische Malerei des 19. Jahrhunderts und die Moderne Kunst. Während der Zeit des Nationalsozialismus wurden im Von der Heydt-Museum zahlreiche Werke als „Entartete Kunst“ beschlagnahmt und in der Folge veräußert oder vernichtet. Weitere Gemälde und Zeichnungen gingen im Zweiten Weltkrieg verloren. Nach dem Krieg konnten aber Lücken im Bestand wieder geschlossen werden. Seit Beginn der 1990er-Jahre nahm die Tätigkeit des Museums im Bereich der Sonderausstellungen zu, die zum Teil überregionales Interesse hervorriefen. Der Kunst- und Museumsverein Wuppertal betreibt auch die Von der Heydt-Kunsthalle in der Barmer Ruhmeshalle.

## Geschichte

### Vorgeschichte

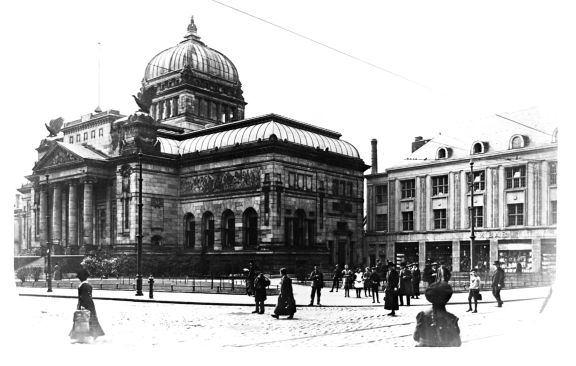
Die Barmer Kaiser-Wilhelm-Ruhmeshalle um 1900

Das Von der Heydt-Museum hat eine tief im 19. Jahrhundert verwurzelte Tradition, die seine Gründung und sein Wachstum prägte. Als Beginn der Geschichte des Museums gilt die Gründung des Barmer Kunstvereins im Jahr 1866 in Barmen, in dem sich kunstinteressierte Industrielle organisierten. Ab 1900 hatte dieser Verein seinen Sitz in der Kaiser-Wilhelm-Ruhmeshalle, die nach dem Zweiten Weltkrieg als Haus der Jugend Barmen wiederaufgebaut wurde und dessen Teil Barmer Kunsthalle noch als Von der Heydt-Kunsthalle für Nebenausstellungen des Museums genutzt wird. Der Sammlungsschwerpunkt lag auf niederländischer Malerei des Barock und der Düsseldorfer Malerschule. 1907 übernahm Richart Reiche den Vorsitz des Barmer Kunstvereins und veränderte den Tätigkeitsschwerpunkt auf die Moderne Kunst. Er organisierte 1910 eine Ausstellung mit Werken der Neuen Künstlervereinigung München, in der Folge zeigte er auch Werke von Franz Marc, Edvard Munch und Emil Nolde.
Parallel dazu wurde 1892 der Elberfelder Museumsverein gegründet, der die Einrichtung eines städtischen Museums in Elberfeld zum Ziel hatte. Zu den Gründungsmitgliedern gehörte der Bankier August von der Heydt, der eine der treibenden Kräfte für die Einrichtung eines Museums war. Drei Jahre nach seiner Gründung, 1895, mietete der Elberfelder Museumsverein auf Vorschlag von der Heydts im Haus Schwanenstraße 33, hinter dem ehemaligen Rathaus, eine Etage an, um dort Ausstellungen zeitgenössischer Kunst zu veranstalten. Von der Heydt übernahm zusammen mit seinem Schwager Julius Schmits die Bürgschaft für die Miete dieser Räumlichkeiten. 1896 bewilligte die Stadt Elberfeld dem Museumsverein einen Zuschuss von 3000 Mark im Jahr zur Aufrechterhaltung der Ausstellungstätigkeit und zum Kauf von Kunstwerken. Im Gegenzug sicherte sich die Stadt ein Mitspracherecht bei Neuerwerbungen. 1898 übergab die Stadt die ihr vererbte Sammlung von Carl Erbschloe, die 77 Gemälde und 230 kunstgewerbliche Objekte umfasste, an den Elberfelder Museumsverein. Weitere Schenkungen und Ankäufe erweiterten die Sammlung.

### Gründung des Museums und erste Jahre
Die Ausstellungsräume in der Schwanenstraße reichten schnell nicht mehr aus, um der wachsenden Sammlung genug Platz zu bieten. Am 7. April 1901 beschloss die Stadtverordnetenversammlung, das alte Rathaus aus Platzgründen aufzugeben. Das frei werdende Gebäude sollte anschließend für die Nutzung als Museum umgebaut werden. Am 9. März 1902 berief der Elberfelder Museumsverein den Kunsthistoriker Friedrich Fries, der vom Städel in Frankfurt am Main kam, als ersten Direktor des Museums. Eröffnet wurde das Städtische Museum Elberfeld im ehemaligen Rathaus am 25. Oktober 1902. In der ersten Ausstellung präsentierte Fries neben den Beständen des Museums Kunstwerke aus Privatsammlungen aus der Stadt.
Fries wurde im Folgejahr als städtischer Beamter übernommen. Zudem wurde die Einrichtung einer städtischen Museumskommission beschlossen. In ihr saßen der Oberbürgermeister, drei Stadtverordnete, Fries und drei Vertreter des Museumsvereins. Im Fokus von Fries’ Arbeit stand zu Beginn vor allem die Landschaftsmalerei des 19. Jahrhunderts. Ebenfalls legte er einen Schwerpunkt auf den frühen Realismus, wobei er Werke von Künstlern wie Carl Blechen, Louis Ferdinand von Rayski, Wilhelm Leibl und der Schule von Barbizon erwarb. Diesen Gemälden stellte er solche aus dem niederländischen Barock an die Seite. Gemeinsam mit Mitgliedern des Elberfelder Museumsvereins konnte Fries die Sammlung des Museums im Bereich der Gemälde, aber auch der Skulptur und Grafik erweitern. In den ersten Jahren hielt sich August von der Heydt aus den Belangen des Museums weitestgehend heraus. Dies änderte sich 1905, als er sich zum Vorsitzenden des Museumsvereins wählen ließ. Zwischen 1905 und 1914 schenkte August von der Heydt zusammen mit Carl August Jung dem Städtischen Museum Elberfeld zudem zehn Gemälde des Elberfelder Künstlers Hans von Marées und drei von Ferdinand Hodler, der zu dieser Zeit in Deutschland noch recht unbekannt war. Mit diesen Schenkungen stärkte von der Heydt auch Fries den Rücken, der sich etwa für eine Ausstellung mit Werken von Marées 1904 großer Kritik ausgesetzt sah. Ab 1913 konnte der Direktor in einem Raum des Museums dauerhaft zeitgenössische Kunst zeigen, die August von der Heydt als Leihgaben zur Verfügung stellte. Die expressionistischen Werke wurden kontrovers diskutiert. Generell standen Teile des Museumsvereins der neuen Kunst skeptisch gegenüber. Sie befürchteten, dass Fries mit seiner Ablehnung gegenüber der Düsseldorfer Malerschule und diesen Sammlungsbeständen die bis dahin geleistete Arbeit des Vereins gefährden würde.
Den Impuls der Ausstellungen von zeitgenössischer Kunst durch den Barmer Kunstverein nahmen August von der Heydt, sein Schwager Julius Schmits und weitere Elberfelder Bürger auf und erwarben unter anderem Landschaften der französischen Impressionisten und der Fauvisten. Von der Heydt erwarb 1911 das Gemälde Akrobat und junger Harlekin von Pablo Picasso, das zum ersten Werk dieses Künstlers in einem deutschen Museum wurde. Auch in der Ausstellungstätigkeit wandte sich das Museum dieser Kunst zu, etwa mit der vielbeachteten Ausstellung Courbet und die Entwicklung der modernen französischen Malerei aus dem Jahr 1907. Mit ihr begründete das Museum den Durchbruch der jüngsten französischen Kunst beim Publikum. Wegen der schnell wachsenden Sammlung wurde 1913 das Museum in einem Geschäftshaus hinter dem Rathaus erweitert. 1915 wurde das Museum in Kaiser-Wilhelm-Museum umbenannt, erhielt aber nach Ende des Ersten Weltkriegs und der Novemberrevolution 1918 seinen ursprünglichen Namen zurück.
Infolge der Vereinigung der Städte Elberfeld und Barmen zur Stadt Wuppertal im Jahr 1929 wurde das Museum in Städtisches Museum Wuppertal umbenannt. In diesem Jahr gab Friedrich Fries das Amt des Direktors ab. Sein Nachfolger wurde Victor Dirksen, der 1931 zudem Richart Reiche als Vorsitzender des Barmer Kunstvereins ablöste. In der Folge leitete er sowohl das Museum als auch die Ruhmeshalle, in der weiterhin Ausstellungen mit zeitgenössischer Kunst veranstaltet wurden. Nachdem August von der Heydt 1929 verstorben war, hatte seine Frau Selma dem Museum 15 bedeutende Werke aus dem Erbe übergeben.

### Zeit des Nationalsozialismus
Während der Zeit des Nationalsozialismus wurden viele Werke in der Sammlung des Museums als Entartete Kunst klassifiziert. In der Aktion Entartete Kunst 1937 und 1938 beschlagnahmten die Nationalsozialisten im Städtischen Museum Wuppertal 56 Gemälde und 355 grafische Arbeiten, in der Barmer Ruhmeshalle waren es 85 Werke. Das Museum verlor dabei so bedeutende Gemälde wie Picassos Akrobat und junger Harlekin oder Lyonel Feiningers Schärenkreuzer. Weitere Verluste waren unter anderem Werke von Max Burchartz, Maurice de Vlaminck, Ewald Platte, Eduard Dollerschell, Max Peiffer Watenphul, Lyonel Feininger, Otto Weber, Paul Wellershaus und Wilhelm Nagel. Der Picasso wurde 1939 in der Auktion der Galerie Fischer in Luzern zur Gewinnung von Devisen versteigert. Den Zuschlag erhielt Roger Janssen aus Brüssel für 80.000 Schweizer Franken. Die von Selma von der Heydt nach dem Tod ihres Mannes gestifteten Werke wurden ihr zum Schutz vor Beschlagnahmungen zurückgegeben. Sie gingen jedoch in der Mehrzahl verloren, als 1943 ihr Haus bei einem Bombenangriff zerstört wurde. Als Kompensation für die im Zuge der Aktion Entartete Kunst erlittenen Verluste überließ Eduard von der Heydt dem Städtischen Museum Wuppertal seine Sammlung indonesischer Textilien als Dauerleihgabe. Es war der Beginn seiner verstärkten Zuwendungen an das Museum, die vor allem nach dem Krieg größere Ausmaße annahmen, nachdem er zuvor vor allem die Berliner Nationalgalerie unterstützt hatte.
Daneben gab es weitere Zugänge in der Sammlung, vor allem im Bereich der Kunst des 19. Jahrhunderts. Während der Besetzung Frankreichs im Zweiten Weltkrieg war auch das Wuppertaler Museum auf dem dortigen Kunstmarkt tätig und erwarb einige Gemälde. Ihre Provenienz ist nicht geklärt, so dass nicht ausgeschlossen werden kann, dass sie aus ehemals jüdischem Besitz stammten. Die Bestände des Museums wurden 1943 zum Schutz vor Luftangriffen in die Festung Ehrenbreitstein in Koblenz ausgelagert. Während der Bombenangriffe auf Wuppertal wurde am 25. Juni 1943 auch das Museumsgebäude stark beschädigt.
In der Festung Ehrenbreitstein wurden weitere Kunstwerke beschlagnahmt oder gingen aus anderen Gründen verloren. Insgesamt verlor das Städtische Museum Wuppertal während des Nationalsozialismus aufgrund der Kunstverfolgung und des Krieges 1680 Gemälde, von denen 531 als vernichtet gelten. Die grafische Sammlung verzeichnete einen Verlust von 1538 Blättern, die Skulpturensammlung 67 Werke. Die im besetzten Frankreich erworbenen Bilder wurden von den französischen Besatzern zurückgeführt, ihre ursprünglichen Besitzer wurden jedoch nicht ermittelt. Zu den vom französischen Kunstkommissar beschlagnahmten Bildern gehörten unter anderem Werke von Eugène Delacroix, Gustave Courbet, Jean-Auguste-Dominique Ingres und Pierre-Auguste Renoir.

### Nachkriegszeit
Nach dem Ende des Zweiten Weltkriegs wurden bereits im Dezember 1945 erste Ausstellungen und Vorträge im Museumsgebäude abgehalten, die offizielle Wiedereröffnung fand aber erst 1950 statt. 1947 vereinigten sich der Barmer Kunstverein und der Elberfelder Museumsverein mit ihren Sammlungen zum Kunst- und Museumsverein Wuppertal, der von Victor Dirksen und Klaus Gebhard geleitet wurde. Der Verein bemühte sich, die Sammlung der Moderne wieder aufzubauen. Seit Kriegsende trug auch Eduard von der Heydt mit Schenkungen verstärkt zum Wiederaufbau der Sammlung bei. 1952 vereinbarte er mit der Stadt Wuppertal, dass alle bisherigen und zukünftigen Dauerleihgaben nach seinem Tod in den Besitz der Stadt übergehen sollten und damit dauerhaft dem Museum zur Verfügung stehen. Diese Schenkung bildete zudem den Abschluss der Amtszeit von Dirksen als Direktor. 1953 folgte Harald Seiler Dirksen als Direktor des Museums nach. 1962 wurde er von Günter Aust abgelöst. Unter der Führung von Seiler und Aust wurde die Sammlung weiterentwickelt, ohne dass die Räumlichkeiten und die technischen Möglichkeiten des Museums Schritt halten konnten.
Auch mit Seiler als Direktor verstand sich Eduard von der Heydt gut und er setzte sein Bemühen um das Museum fort. Er stiftete in den Folgejahren bis zu seinem Tod 1964 zudem weitere Werke. Durch das Engagement von der Heydts wurde die Sammlung vor allem im Bereich der französischen Kunst des 19. Jahrhunderts erheblich gestärkt. Daneben richtete Eduard von der Heydt eine Stiftung ein, die das Museum in die Lage versetzte, weitere Neuerwerbungen vorzunehmen. Sein Engagement verstand er dabei als Fortsetzung der Bemühungen seines Vaters. Diesen Umstand betonte er beispielsweise 1955, als er von der Hamburger Kunsthalle ein Stillleben von Paula Modersohn-Becker, das dem Museum als Leihgabe zur Verfügung gestellt worden war, vom sich sträubenden Direktor zurückforderte, um es dem Wuppertaler Museum zur Verfügung zu stellen. Diesen Schritt begründete Eduard von der Heydt explizit damit, dass es dem Wunsch seines Vaters entsprochen hätte. Aus Dankbarkeit gegenüber den wichtigsten Stiftern des Museums, die insgesamt rund 300 Werke zur Sammlung beigetragen und viele weitere als wechselnde Leihgaben zur Verfügung gestellt hatten, wurde es 1961 in Von der Heydt-Museum umbenannt. Dies wurde mit dem internationalen Renommee des Hauses begründet, das vor allem aufgrund des Engagements der von der Heydts bestünde. Zugleich wurden Bedenken, dass andere Mäzene durch diesen Schritt abgeschreckt würden, mit dem Hinweis entkräftet, dass sich auch bis dahin keine weiteren Mäzene im Umfang der von der Heydts um das Museum verdient gemacht hätten. Den Namen Von der Heydt-Museum trägt die Institution bis heute.
Während der Amtszeit von Günter Aust gab es Überlegungen, ein neues Museumsgebäude zu bauen. Zu diesem Zweck sammelte der Kunst- und Museumsverein Wuppertal den so genannten Museumspfennig, mit dem der Bau unterstützt werden sollte, und aus deren Mitteln verschiedene Planungsphasen mitfinanziert wurden. Mehrere Plätze für ein neues Gebäude standen zur Debatte und wurden von sechs Architekten aus dem Museumsverein bewertet. Im September 1969 entschied sich der Rat der Stadt für einen Neubau neben dem Schauspielhaus. Vor dem geplanten Architektenwettbewerb gab es jedoch eine Anhörung von Museumsexperten, die unterschiedliche Vorstellungen vom Zweck und von der Nutzung eines Museums zu Tage förderte. Während Aust eine eher pragmatische Einstellung zu einem Museum vertrat, hatten einige der Experten bei der Anhörung im Januar 1970 sehr progressive Vorstellungen, die den Besucher in den Mittelpunkt rücken sollten. Bazon Brock schlug ein sehr variables, sich schnell veränderndes Ausstellungskonzept vor, das jedoch von den Medien als konservativ empfunden wurde und zur Verunsicherung beitrug. Im Februar 1970 wurden deshalb die Planungen vorläufig eingestellt. Der Wuppertaler Kulturausschuss bat Aust um eine detaillierte Raumplanung als Basis für den Fortgang der Planungen und die Ausschreibung des Wettbewerbs. Diesen Plan legte der Direktor im November 1970 vor. Aufgrund der angespannten finanziellen Lage der Stadt kam es jedoch zu keinen weiteren Schritten in Richtung Neubau. Stattdessen wurde nun über den Umbau des bestehenden Gebäudes nachgedacht. 1973 wurden dem Rat der Stadt mit dem Museumspfennig finanzierte Architektenvorschläge für den Umbau vorgestellt. Für die Realisierung dieser mittlerweile favorisierten Option standen allerdings bis 1978 keine Mittel zur Verfügung. Dennoch wurde 1974 der Neubaubeschluss von der Stadt zurückgenommen und der Umbau des alten Gebäudes beschlossen. Letztendlich wurden 1984 verschiedene Möglichkeiten für den Umbau in Betracht gezogen und die Arbeiten selbst für den Zeitraum 1985 bis 1989 im Investitionsprogramm vorgesehen. Im März 1985 stellten mehrere Architekten ihre Konzepte vor und Busmann + Haberer erhielten den Zuschlag. Am 1. April 1985 trat Aust von seinem Amt zurück, damit sein Nachfolger als Direktor auf die Planungen Einfluss nehmen konnte.

### Jüngere Geschichte
Unter der Leitung von Günter Aust war die Sammlung weiter vergrößert worden, jedoch bestanden die räumlichen und technischen Probleme des Museums weiterhin. Als Nachfolgerin von Aust wurde Sabine Fehlemann berufen, die im April 1985 ihr Amt antrat. Sie kam vom Museum Abteiberg in Mönchengladbach, wo sie vor allem im Bereich der zeitgenössischen Kunst tätig gewesen war. Deshalb war mit ihrem Wechsel auch die Befürchtung verbunden, dass sie die Gegenwartskunst bei ihrer Arbeit am Von der Heydt-Museum überbetonen könnte. Ihren Einstand in Wuppertal gab sie mit einer Ausstellung zu Henri Laurens. Damit stellte sie sich bereits in die Tradition des Museums und setzte diese in den folgenden Jahren ihrer Amtszeit auch weiter fort.
Nach ihrem Amtsantritt begannen die endgültigen Planungen für den Umbau und die Modernisierung des Museumsgebäudes. 1986 wurde das Museum für die Bauarbeiten geschlossen, erst am 25. März 1990 konnte das modernisierte Gebäude wiedereröffnet werden. Die Kosten betrugen 25,4 Millionen D-Mark. Während der Bauzeit schickte Fehlemann die Sammlung des Museums in Sonderausstellungen in verschiedene Teile der Welt, wo zwischen 1986 und 1988 über eine Million Museumsbesucher die Werke aus dem Von der Heydt-Museum sahen. In den 1990er- und 2000er-Jahren wuchs die Sammlung durch einige bedeutende Schenkungen. Außerdem gelang es Fehlemann, einige Gemälde, die in der Zeit des Nationalsozialismus beschlagnahmt worden waren und der Sammlung verlorengingen, wieder in das Von der Heydt-Museum zu holen. Zugleich wurde die Ausstellungstätigkeit verstärkt. Dies war jedoch vor allem dem Engagement von Förderern zu verdanken, da die Stadt Wuppertal seit 1994 keinen Etat zum Ankauf von Kunstwerken mehr bereitstellte. Seit 2005 unterstützt die Renate und Eberhard Robke-Stiftung das Museum von der Heydt mit Mitteln für den Ankauf von zeitgenössischer Kunst, bereits seit 2003 fördert die Heinz Olof Brennscheidt-Stiftung die Ausstellungstätigkeit. In ihrer Amtszeit veranstaltete Fehlemann bei sinkendem städtischen Etat für Ausstellungen insgesamt 232 Sonderausstellungen, von denen 133 lebenden Künstlern gewidmet waren.

Caspar Netscher: Dame mit Papagei am Fenster, 1666

Auch im Bereich der ständigen Ausstellung wurden unter Fehlemann Neuerungen eingeführt. So trat an Stelle einer recht statischen Ausstellung eine jährlich wechselnde Präsentation von rund 200 Kunstwerken. Sie etablierte zudem den Museumsshop und neue Events wie Museumsnächte. Im Jahr 2004 restituierte der Rat der Stadt Wuppertal je ein Werk von Hans von Marées, Adolph Menzel und Otto Scholderer, die auf Judenauktionen während der Zeit des Nationalsozialismus erworben worden waren, obwohl sich Fehlemann gegen diese Entscheidung sträubte. Sie lehnte die Rückgaben als nicht rechtlich, sondern bloß moralisch begründet ab. 2006 löste Gerhard Finckh Fehlemann als Direktor des Von der Heydt-Museums ab. Er setzte die Arbeit seiner Vorgängerin vor allem im Bereich der Wechselausstellungen fort. Ende 2012 einigten sich das Museum und die Stadt Wuppertal, dass das Museum weiterhin als städtische Einrichtung betrieben und ihm ein angemessenes Gebäude zur Verfügung gestellt werde. Jedoch erklärte der Stadtkämmerer Johannes Slawig, dass die Zahl der Vollzeitbeschäftigten von 25 auf 19 sinken solle, was durch den Einsatz Ehrenamtlicher kompensiert werde. Für das an seine Kapazitätsgrenze stoßende Museum im Alten Elberfelder Rathaus wurde erneut das Schauspielhaus ins Gespräch gebracht.
Im Februar 2014 beschloss der Rat der Stadt Wuppertal die Restitution von Caspar Netschers Gemälde Dame mit Papagei am Fenster, das ursprünglich zur Sammlung der Alten Pinakothek in München gehört hatte und von den Nationalsozialisten gegen Devisen an das belgische Sammlerehepaar Hugo und Elisabeth Jacoba Andriesse verkauft worden war. Nachdem die Andiessens in die USA geflohen waren, beschlagnahmten die Nationalsozialisten 1942 das Gemälde zum zweiten Mal. Es war 1952 durch die Schenkung Rudolf Zierschs in die Sammlung des Von der Heydt-Museums gelangt. Das Museum kooperierte mit der Erbengemeinschaft Andriesse, die das Gemälde zur Versteigerung brachte, um den Erlös für wohltätige Zwecke zu nutzen. Das Gemälde wurde am 4. Juni 2014 bei Christie’s in New York versteigert. Mit einem Ergebnis von 5,09 Millionen Dollar wurde der zwischen 2 und 3 Millionen Dollar liegende Schätzpreis weit übertroffen und ein neuer Rekord für Netscher aufgestellt.

### Liste der Museumsnamen
- 1902–1915: Städtisches Museum Elberfeld
- 1915–1918: Kaiser-Wilhelm-Museum
- 1918–1929: Städtisches Museum Elberfeld
- 1929–1961: Städtisches Museum Wuppertal
- seit 1961: Von der Heydt-Museum

### Liste der Museumsdirektoren
- 1902–1929: Friedrich Fries (1865–1954)
- 1929–1952: Victor Dirksen (1887–1955)
- 1953–1962: Harald Seiler (1910–1976)
- 1962–1985: Günter Aust (1921–2018)
- 1985–2006: Sabine Fehlemann (1941–2008)
- 2006–1. Mai 2019: Gerhard Finckh (* 1952)
- seit 1. April 2020: Roland Mönig (* 1965)

## Architektur

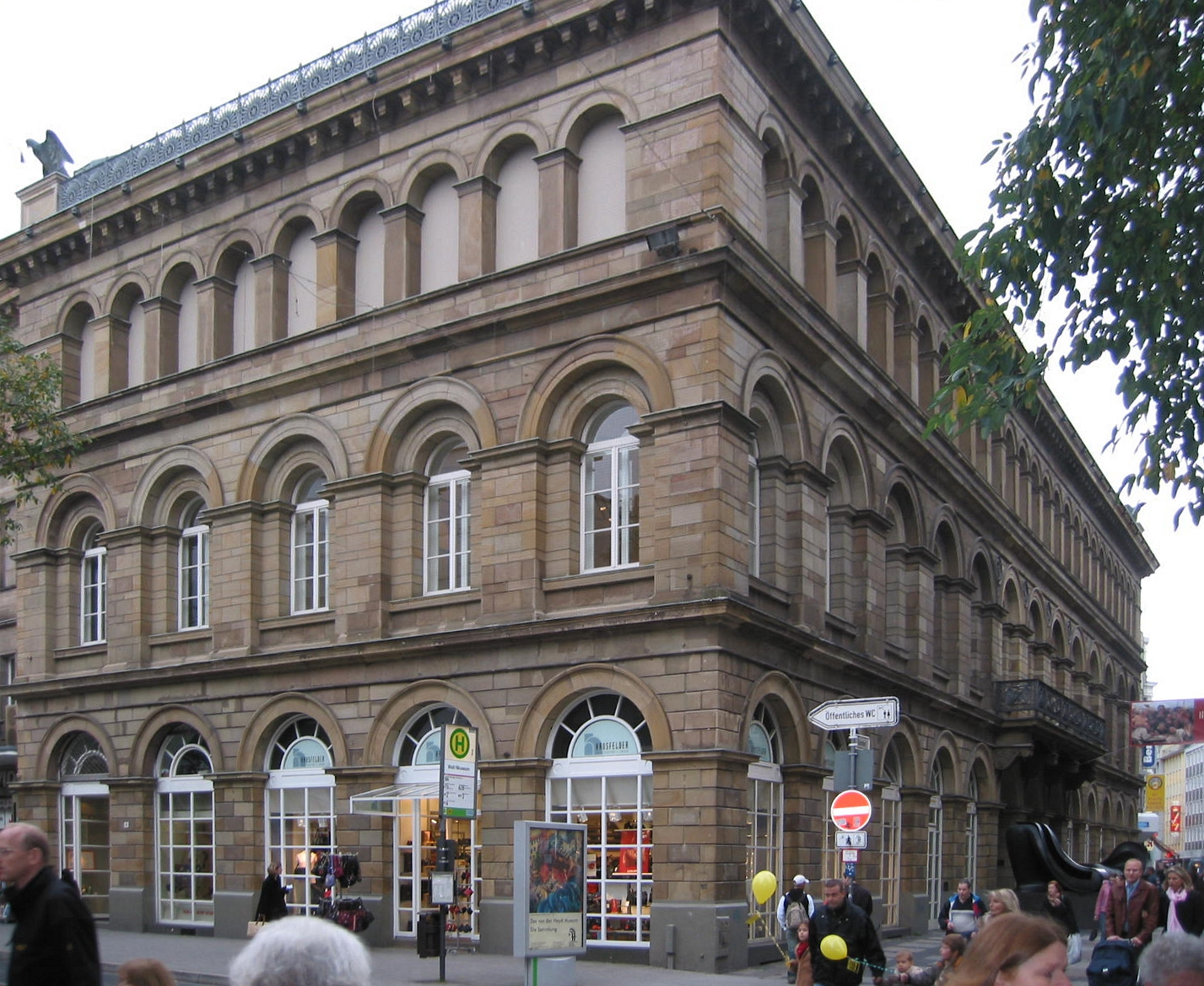
Das Museumsgebäude, ehemals Rathaus der Stadt Elberfeld (heute zu Wuppertal)

Das Museumsgebäude des Von der Heydt-Museums ist das Alte Elberfelder Rathaus. Es liegt in der Elberfelder Fußgängerzone in der Straße Turmhof, Ecke Wall. Sein Entwurf stammte vom Architekten Johann Peter Cremer. Der Grundstein wurde 1828 gelegt, 1831 konnte der Bau von der Stadtverwaltung bezogen werden und wurde dann in einem zweiten Bauabschnitt von 1839 bis 1842 vollendet. Das Gebäude wurde im Stil des Klassizismus errichtet. Die Fassade besteht aus Sandstein, dessen Quader im Erdgeschoss gleichmäßige, in den Obergeschossen wechselnde Schichthöhen haben. Horizontal wird sie von kräftigen Gesimsen gegliedert. Die ersten beiden Geschosse weisen eine Gliederung durch Blendarkaden als dominierendes architektonisches Element auf. Das dritte Geschoss ist ebenfalls durch Arkaden gekennzeichnet, deren Stellung enger ist als in den unteren Etagen. Die Fassade des Gebäudes wird von einem Krönungsgesims und einem Eisengitter nach oben hin abgeschlossen. Die Deckenkonstruktion besteht aus Kreuz- und Stutzkuppelgewölben. Hinzu kommen Kassettendecke und Holzbalkendecke. Über dem Eingang befindet sich mittig am Gebäude ein Balkon mit gusseiserner Brüstung.
1902 wurde das Gebäude zum Museum umfunktioniert. Im Zweiten Weltkrieg wurde es von Bomben schwer beschädigt und nach dem Krieg wiederhergestellt. Jedoch wurden die Räume und die technische Ausstattung lange Zeit aufgrund der finanziellen Situation der Stadt vernachlässigt, auch wenn mehrere Ideen vom Neubau an anderer Stelle in der Stadt bis hin zum Umbau des Alten Rathauses zur Diskussion standen. Währenddessen verschärfte sich die bauliche Situation. Das Dach des Museums war undicht, in den Räumen mit Oberlichtern kam es im Sommer zu Hitzestaus mit Temperaturen über 38 °C und die Heizung ließ sich nicht im erforderlichen Maß regulieren. 1985 begannen Planungen für eine Modernisierung und Erweiterung des Gebäudes, die zwischen 1986 und 1990 ausgeführt wurden. Den Zuschlag erhielten die Architekten Busmann + Haberer aus Köln. Ihr Konzept sah vor, den Cremer-Bau zu erhalten und in ihm einen Neubau zu vollziehen. Durch Einbeziehung neuer Räume in das Ausstellungskonzept und die Überdachung des Innenhofs mit einem Sheddach wuchs die Ausstellungsfläche von 4000 auf 7000 Quadratmeter an. Mit Einverständnis der Denkmalpfleger wurde das zu Jahrhundertbeginn ergänzte Jugendstil-Treppenhaus entfernt und durch zwei neue Treppen ersetzt. Die untere Treppe wurde den Ideen von Cremer nachempfunden, die obere folgt modernen Gestaltungsprinzipien. Um die Treppen herum liegen die Ausstellungsräume. Die Ausstattung wurde den modernen Bedürfnissen eines Museums angepasst, etwa im Hinblick auf die Lichtführung mit natürlichem Licht durch die Oberlichter und einem neu entwickelten Kunstlichtkonzept. Zudem wurde die Klimatisierung der Räume verbessert.
Seit 1991 befindet sich statt der beiden schreitenden Löwen rechts und links der Freitreppe hin zum Eingang die zweiteilige Skulptur Early Forms von Tony Cragg. Der Künstler kombinierte in ihr antike und moderne Gebrauchsgegenstände. So stellt die eine Skulptur eine Verbindung von Amphore und Blechdose dar, die andere kombiniert in ihrer Form Mörser und Plastikflasche. Den Kauf förderten das Land Nordrhein-Westfalen und die Stadtsparkasse Wuppertal.

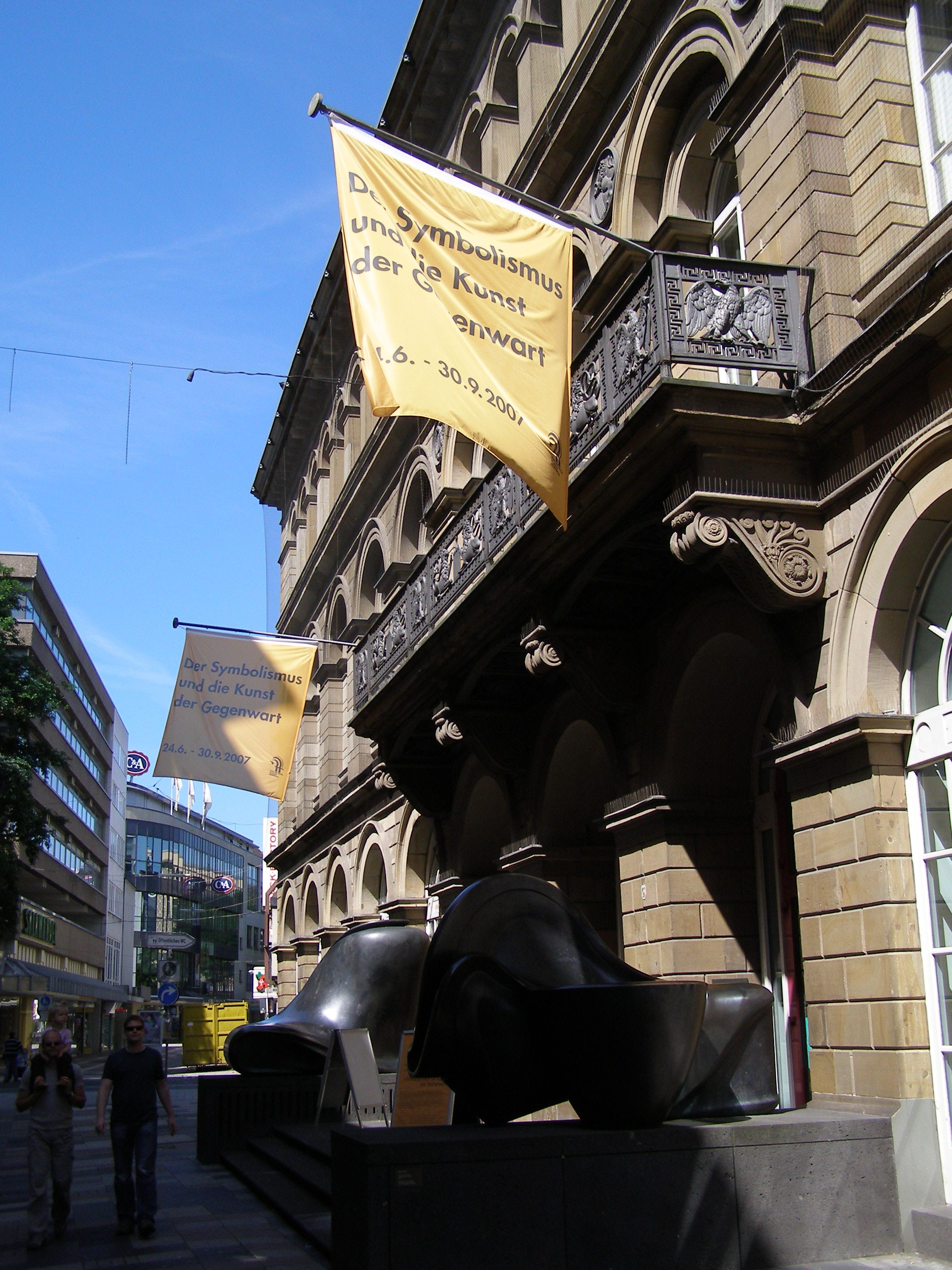
Eingangsbereich mit Blick hoch zum Balkon
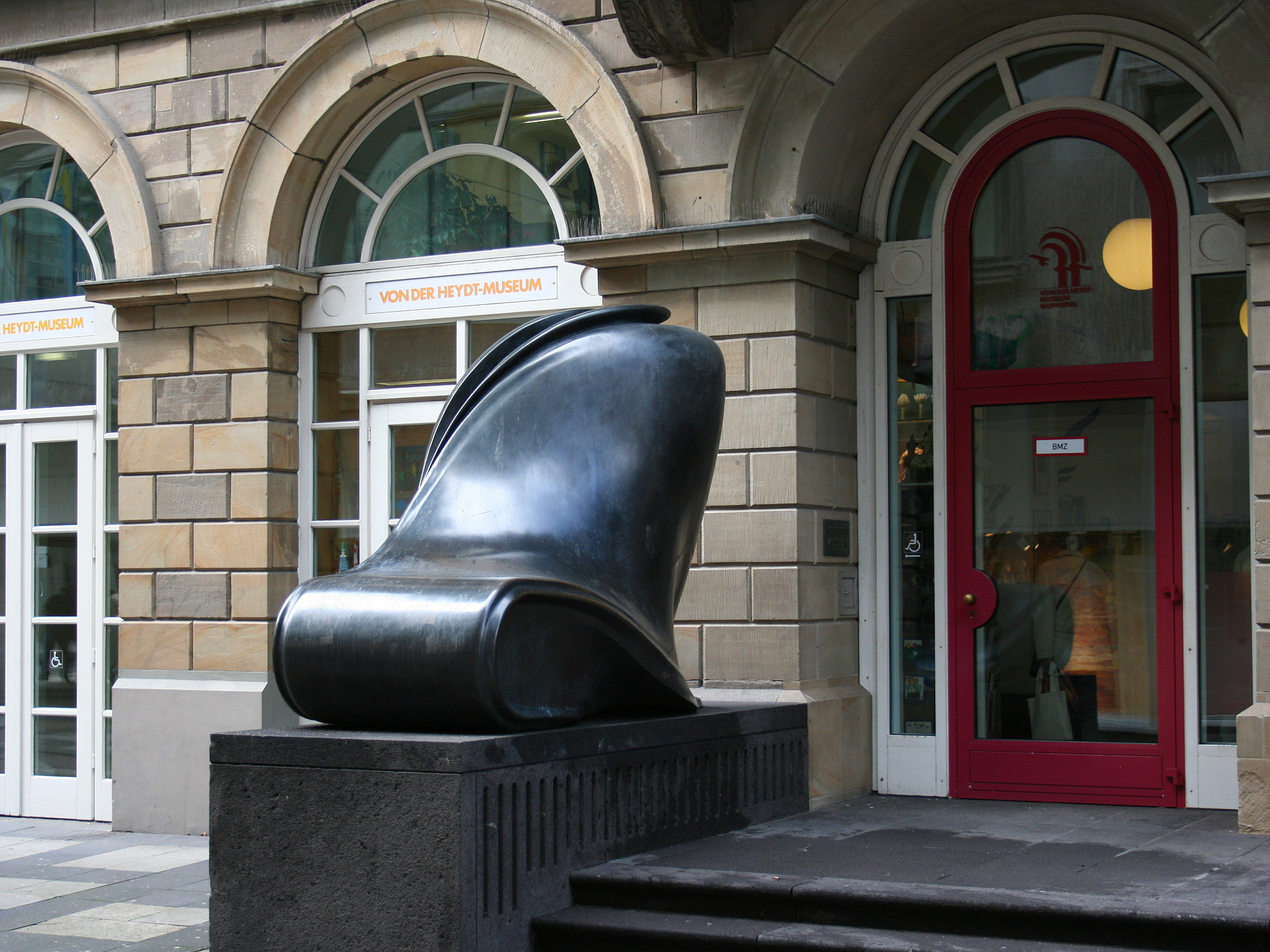
Tony Cragg: Early Forms. Amphore/Dose, 1990
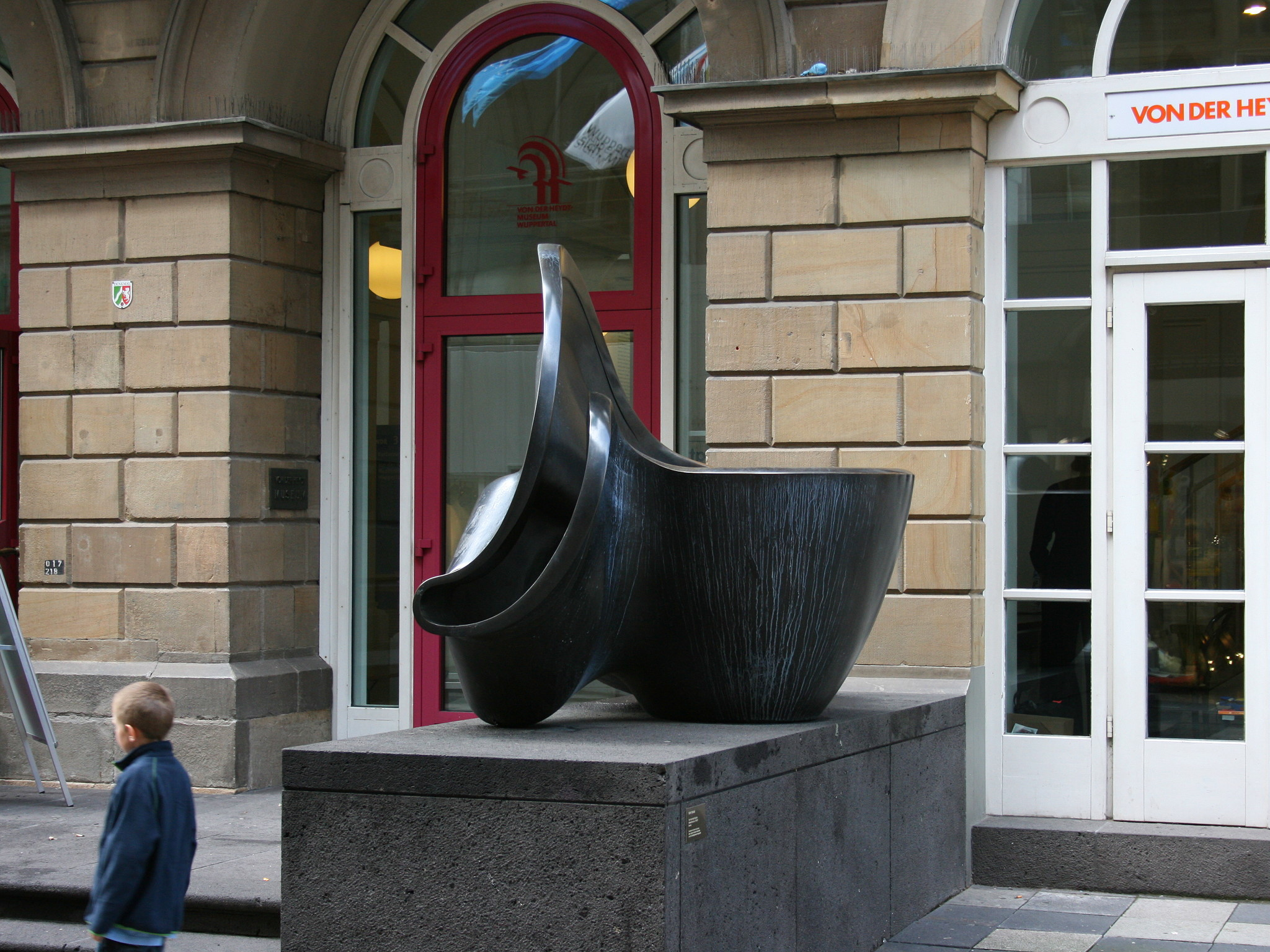
Tony Cragg: Early Forms. Mörser/Flasche, 1990

## Sammlung
Die Sammlung des Von der Heydt-Museums umfasst Gemälde, Skulpturen, Grafiken und Fotografien. Die Gemäldesammlung enthält Werke vom Barock bis in die Gegenwart. Ein besonderer Schwerpunkt liegt dabei auf der französischen Kunst des 19. Jahrhunderts und der Klassischen Moderne. Die Skulpturen in der Museumssammlung stammen aus dem 19. und 20. Jahrhundert und repräsentieren vor allem die französische und deutsche Moderne. Die Sammlung der Grafiken reicht von der Renaissance bis in die Gegenwart. Auch in dieser Abteilung liegt der Schwerpunkt auf der französischen Moderne. Fotografien stammen vor allem aus der Zeit nach dem Zweiten Weltkrieg und repräsentieren zeitgenössische Künstler in der Sammlung.

### Gemälde
Die Gemäldesammlung des Museums Von der Heydt umfasst insgesamt 3000 Werke. Die ältesten Gemälde im Besitz des Museums stammen aus dem späten 16. und dem 17. Jahrhundert. Die 50 flämischen und niederländischen Gemälde repräsentieren die Kunst des Goldenen Zeitalters. Es handelt sich um Landschaften, Genrebilder und Stillleben von Künstlern wie etwa Joachim Patinir, Claes Molenaer, Floris van Schooten, Jan van Goyen und David Teniers der Jüngere. Die Bilder wurden als Ergänzung zur Malerei des 19. Jahrhunderts in die Sammlung aufgenommen, einige von ihnen wurden von August und Eduard von der Heydt gestiftet. Herausragende Werke in diesem Sammlungsbereich sind eine Hochgebirgslandschaft von Joos de Momper und Jan Brueghel dem Älteren und Frans Snyders Stillleben mit Wildschweinkopf. Die Waldlandschaft von Jacob Isaacksz. van Ruisdael wurde mit der Unterstützung von Wilhelm von Bode 1910 in Paris für 45.000 Reichsmark erworben, obwohl der Verkauf an das Metropolitan Museum of Art in New York bereits vorgesehen worden war.

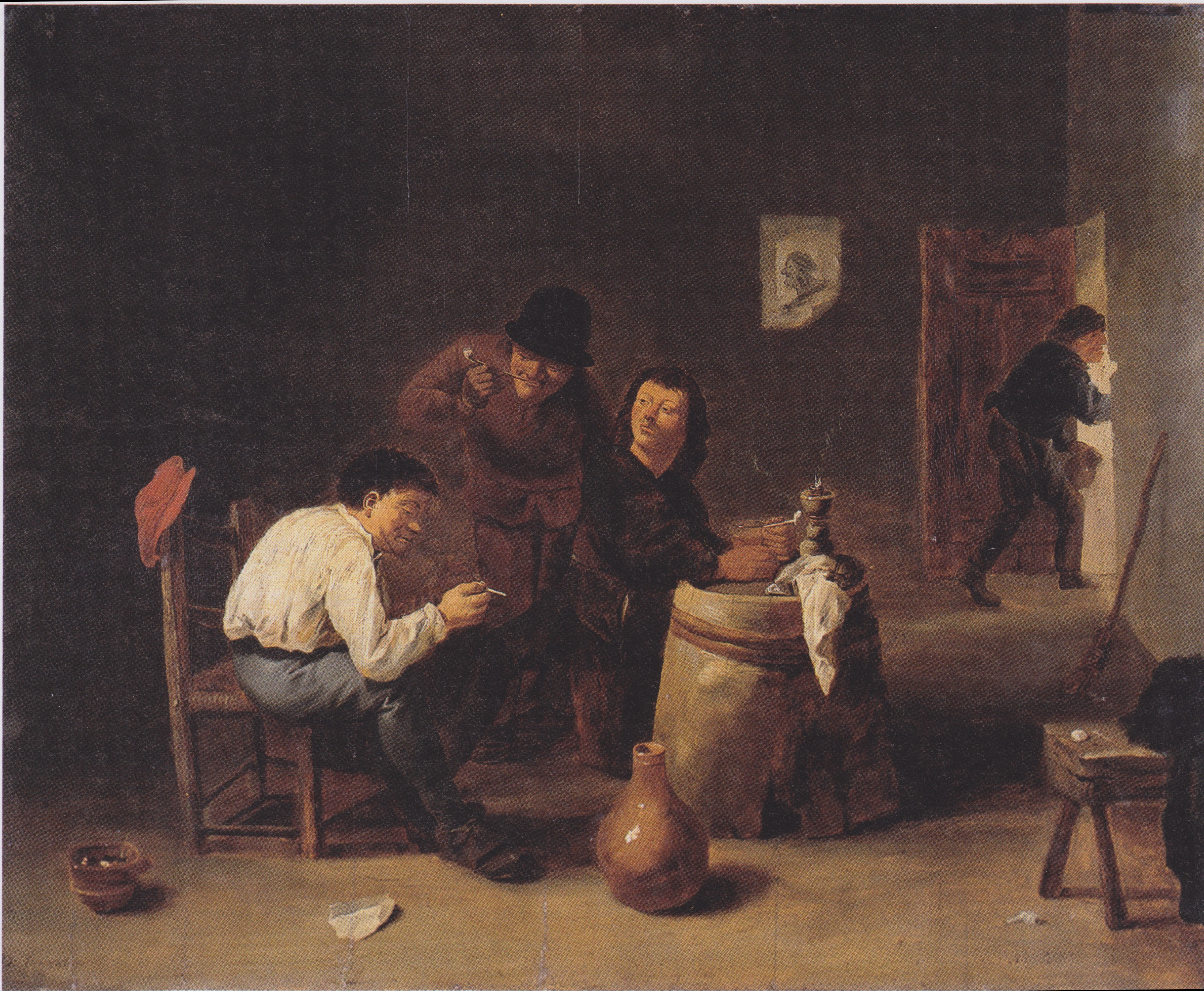
David Teniers der Jüngere: Wirtshausszene, 1634
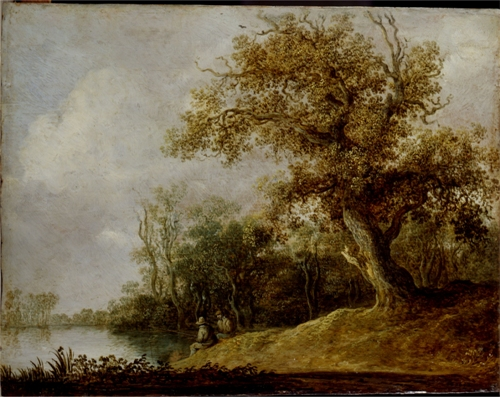
Jan van Goyen: Teich im Wald, 1642
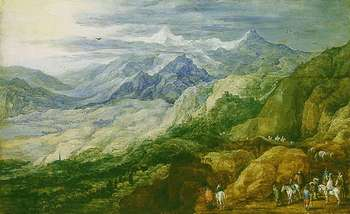
Joos de Momper und Jan Brueghel der Ältere: Hochgebirgslandschaft, 1620–1625

Die Schwerpunkte der Sammlung liegen auf der Malerei des 19. und 20. Jahrhunderts. Die Landschaftsmalerei der Romantik wird im Von der Heydt-Museum durch Maler wie Carl Blechen, Jakob Philipp Hackert und Carl Rottmann repräsentiert. Die Malerei des Biedermeier ist durch einige Bildnisse wie etwa von Heinrich Christoph Kolbe und Ferdinand Georg Waldmüller vertreten. Ein weiteres Sammelgebiet ist die Münchner Schule, die mit ihren bedeutenden Vertretern Wilhelm Leibl, Wilhelm Trübner, Hans Thoma und Anselm Feuerbach präsent ist. Eines der Gemälde aus dieser Zeit, das mit den Niederländern des Barock korrespondiert, ist das Stillleben Hummer, Zinnkanne und Spargelbund von Carl Schuch. Daneben befindet sich etwa auch Carl Spitzweg mit Der Geologe in der Sammlung. Wichtig für das Wuppertaler Museum ist der Bestand an Werken von Hans von Marées, der in Elberfeld geboren worden war und von dem 22 Gemälde das Museum sein Eigen nennt. Das ist nach München und Berlin die drittgrößte Kollektion seiner Werke, was auf Schenkungen von Nachfahren des Künstlers und auf gezielte Erwerbungen vor allem in den Anfangsjahren der Sammlung beruht.

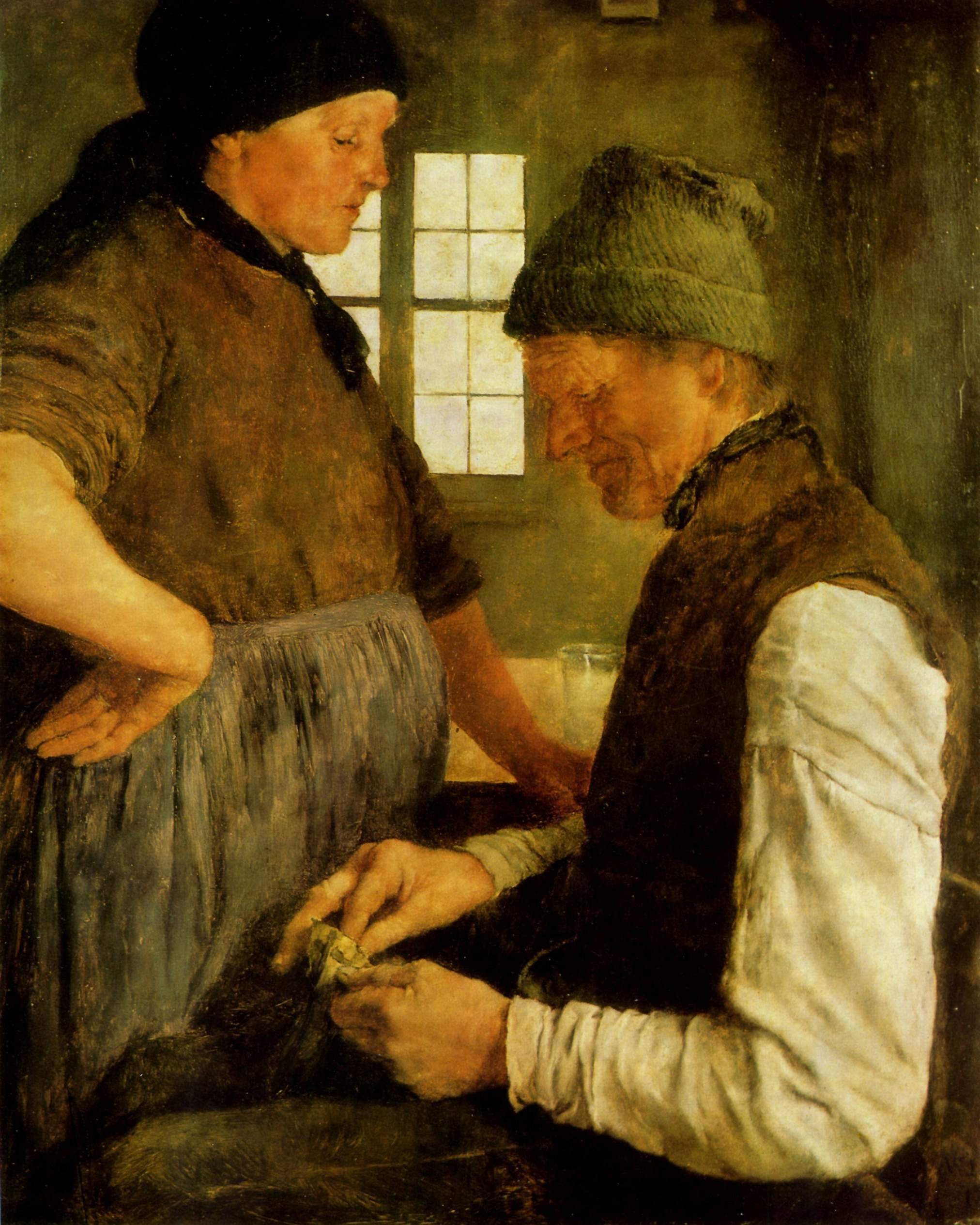
Wilhelm Leibl: Der Spargroschen, 1877
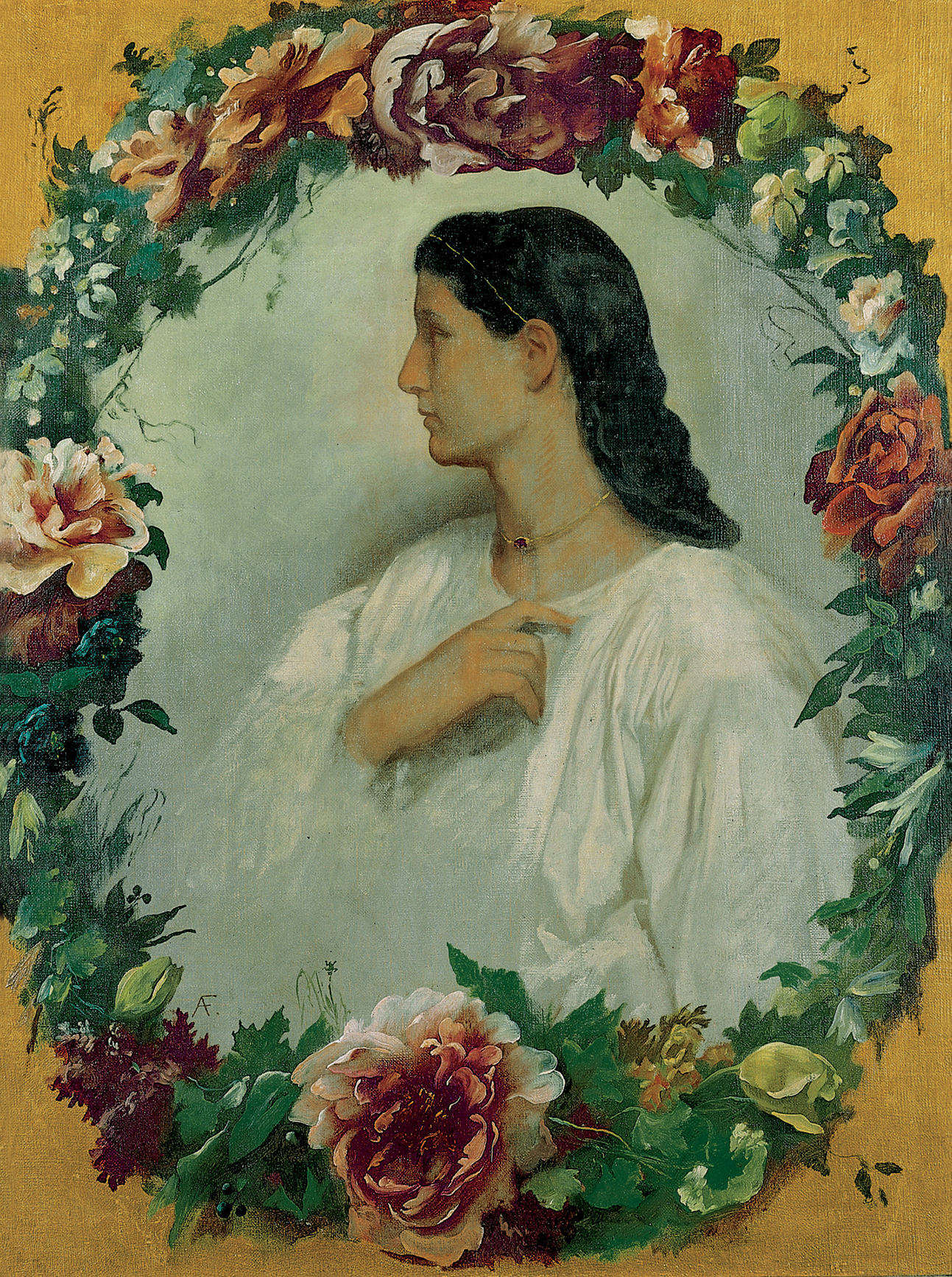
Anselm Feuerbach: Nanna, um 1861
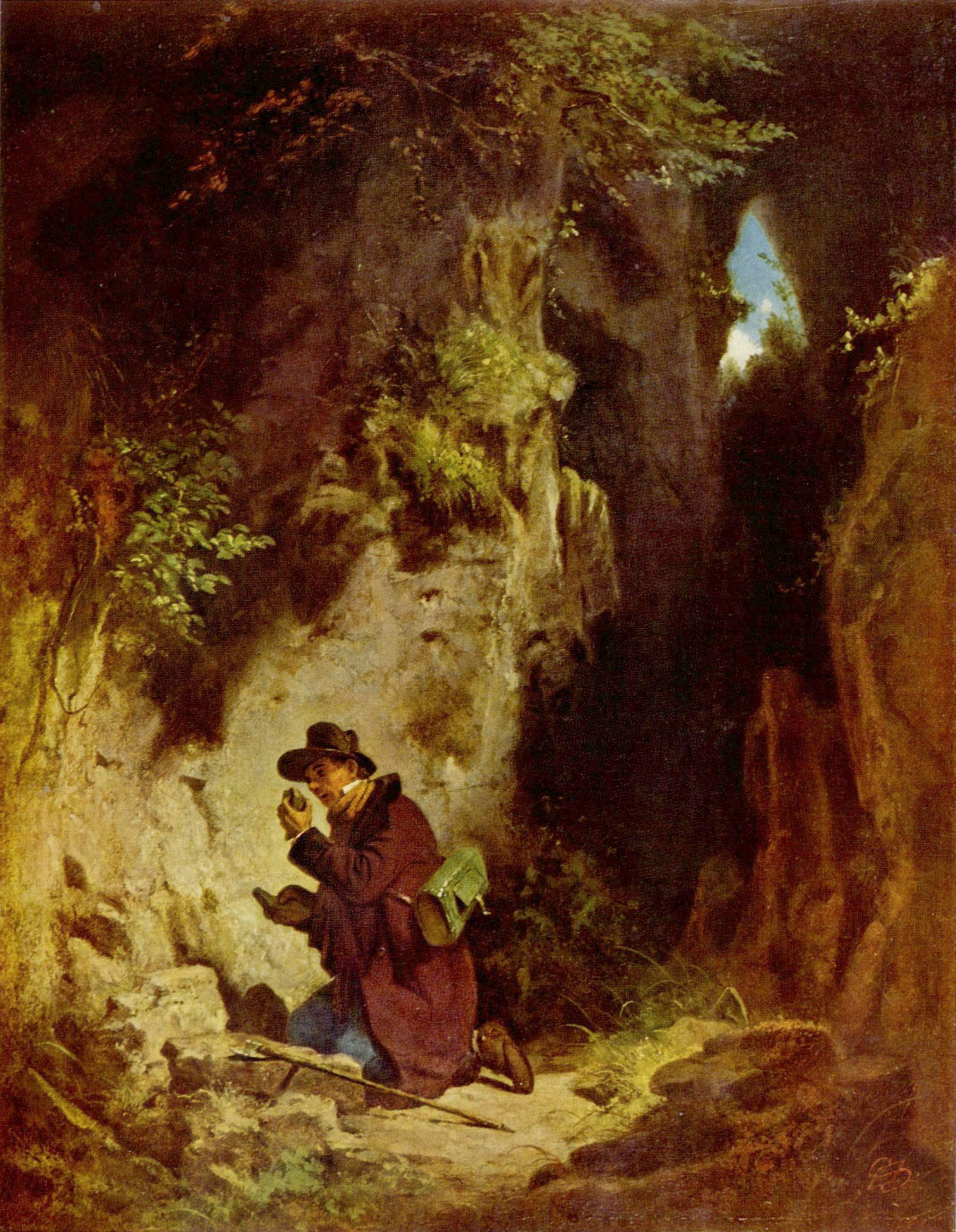
Carl Spitzweg: Der Geologe, 1855/60
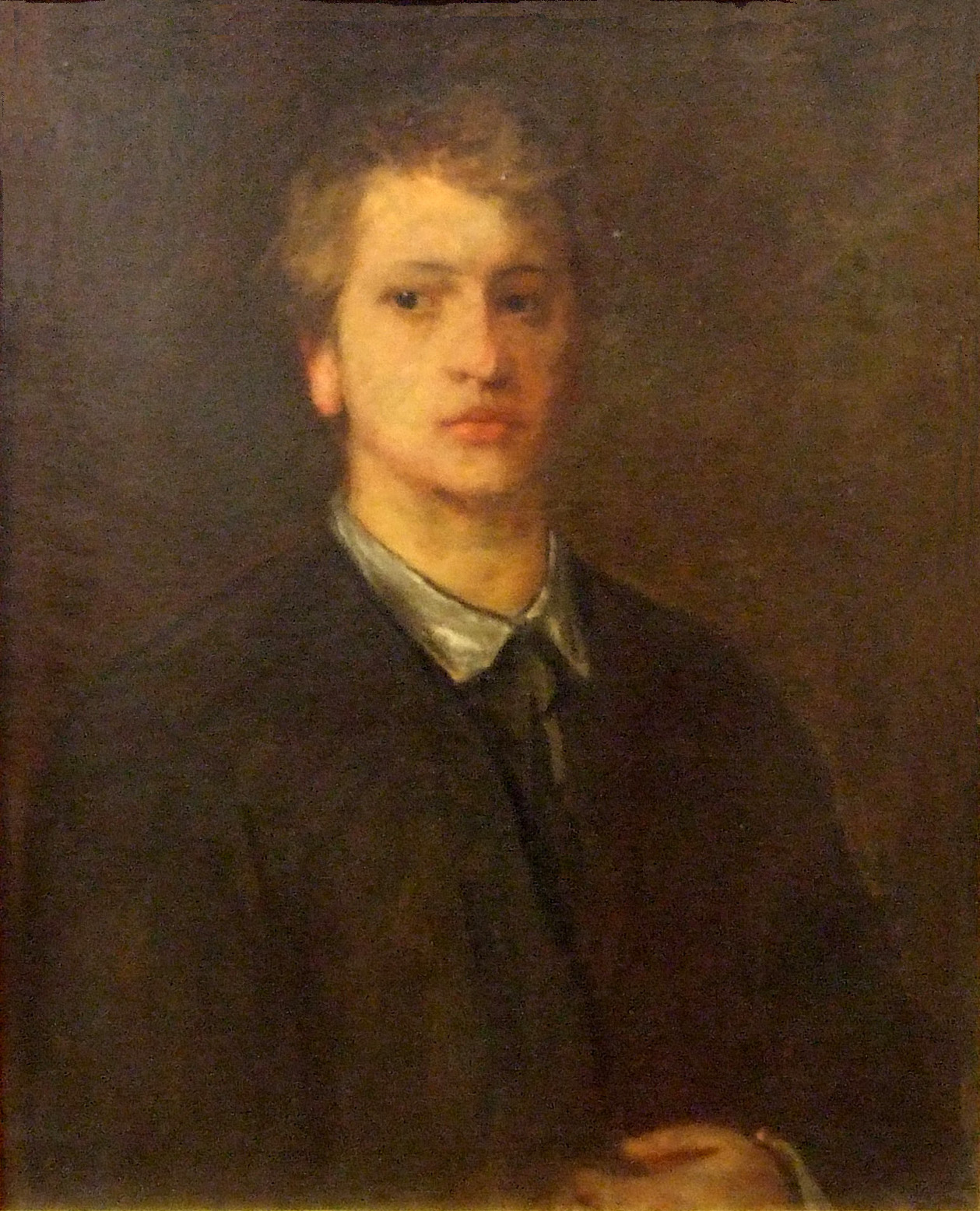
Hans von Marées: Porträt Adolf von Hildebrand, um 1868

Die französische Malerei des 19. Jahrhunderts ist im Von der Heydt-Museum breit vertreten. Alle bedeutenden Maler der Schule von Barbizon befinden sich mit Werken in der Sammlung. Beispielhaft sind etwa Obstgarten im Herbst von Charles-François Daubigny und Landschaft bei Étretat von Jean-Baptiste Camille Corot. Von Gustave Courbet besitzt das Museum die Bilder Winterlandschaft bei Ornans und Felsenküste bei Étretat. Hinzu kommen Werke von unter anderem Eugène Delacroix, Jean-François Millet und Honoré Daumier. Im Bereich des Impressionismus ist die Sammlung ebenfalls sehr gut aufgestellt. Bereits kurz nach der Gründung 1902 begann der erste Direktor Fries damit, diesen Sammlungsbereich mit Schenkungen wohlhabender Bürger aufzubauen. Ergänzt wurde er vor allem durch die Schenkung von Eduard von der Heydt nach dem Zweiten Weltkrieg. Wichtige Werke aus diesem Sammlungsteil sind unter anderem die Landschaft Vétheuil von Claude Monet, Distel und Der Fischer von Édouard Manet, Tänzerinnen im Probesaal von Edgar Degas und Le canal du Loing von Alfred Sisley. Darüber hinaus gehören dem Museum auch Werke von Camille Pissarro, Pierre-Auguste Renoir und Paul Cézanne sowie von den Postimpressionisten Paul Gauguin, Vincent van Gogh und Paul Signac. Ebenso ist die Künstlergruppe der Nabis im Von der Heydt-Museum vertreten. Die Moderne ist mit all ihren Strömungen in der Sammlung präsent. Beispiele für den Fauvismus sind Blumen in einem Krug von Henri Matisse oder Der Hafen von Antwerpen von Georges Braque. Pablo Picassos Harlekinfamilie nähert sich hingegen bereits dem Kubismus an, während Odilon Redon einer der Vertreter des Symbolismus ist.

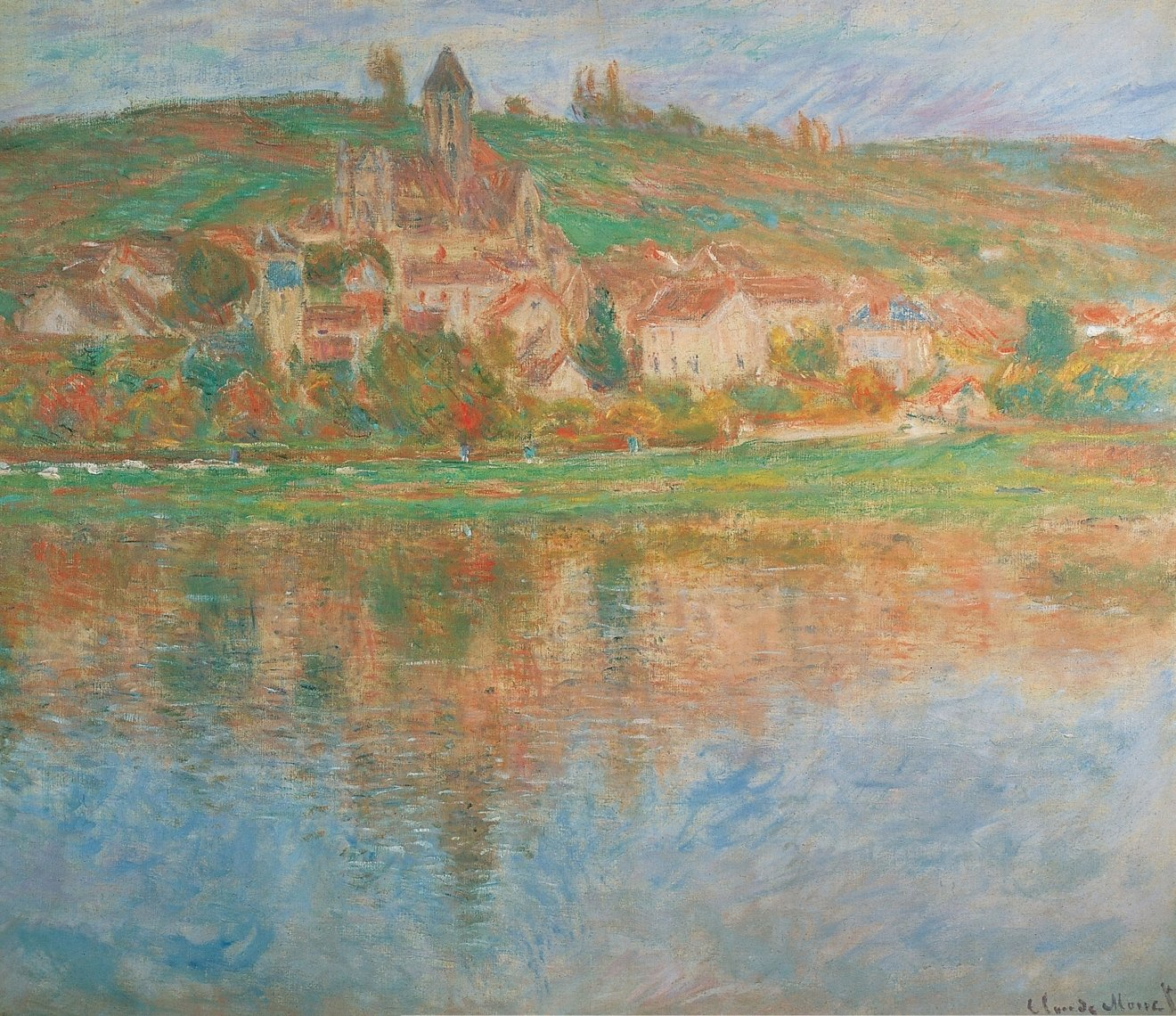
Claude Monet: Vétheuil, um 1901
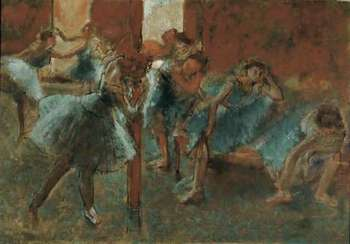
Edgar Degas: Tänzerinnen im Probensaal, 1891
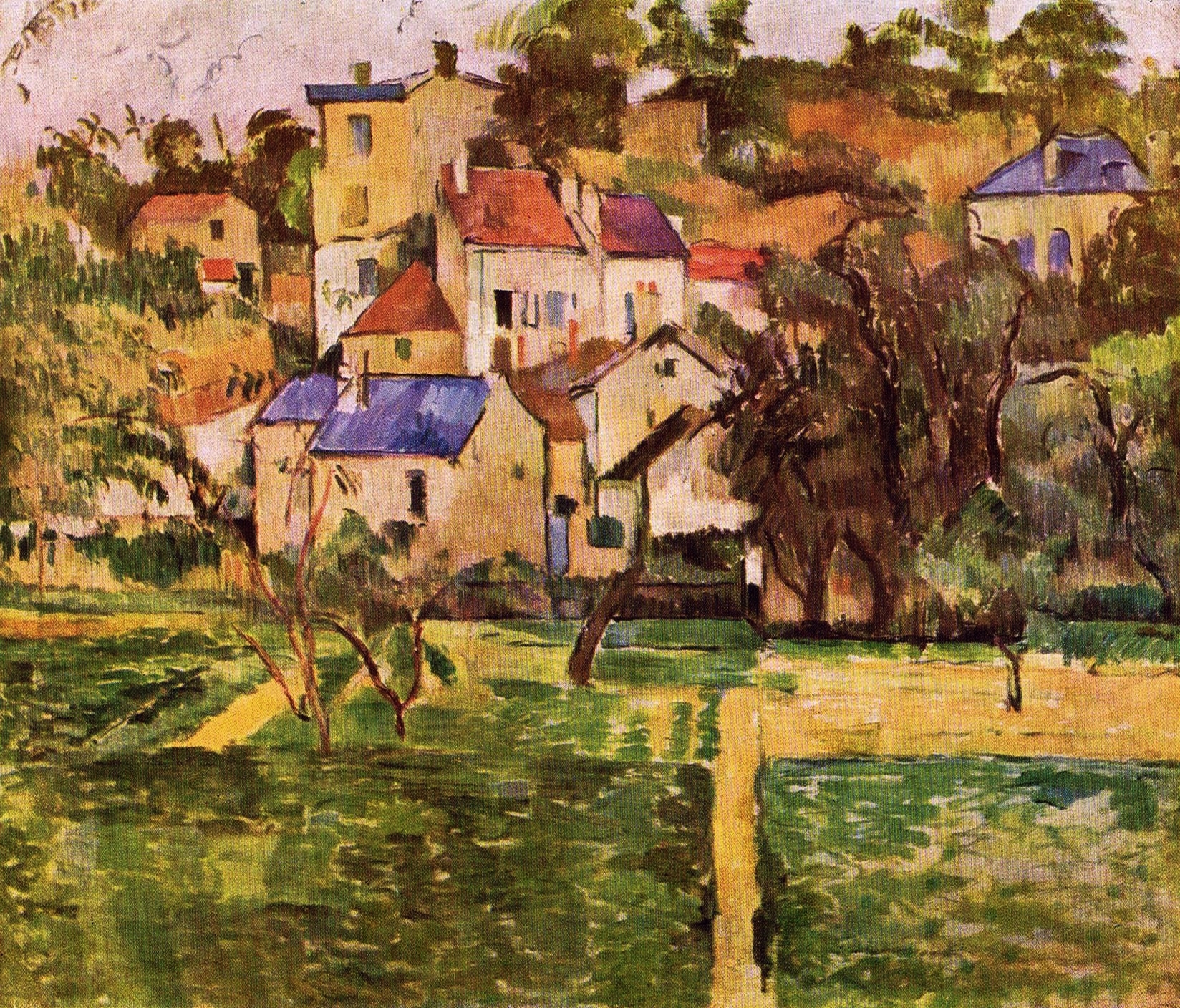
Paul Cézanne: Die Eremitage in Pontoise, 1881
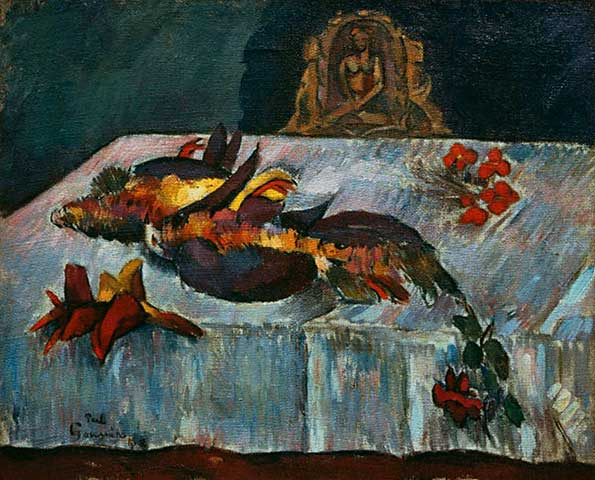
Paul Gauguin: Stillleben mit exotischen Vögeln II, 1902

Die deutsche Entwicklung hin zur Moderne wird mit Werken von Paula Modersohn-Becker, Max Slevogt und Edvard Munch illustriert. Von Lovis Corinth befinden sich neun Gemälde im Museum, die seine verschiedenen Schaffensphasen illustrieren. Der Expressionismus ist in der Breite mit Künstlern der Brücke, Neuen Künstlervereinigung München und dem Blauen Reiter vertreten. So finden sich in der Sammlung Gemälde von Ernst Ludwig Kirchner, Erich Heckel, Karl Schmidt-Rottluff, Wassily Kandinsky, Otto Mueller, Emil Nolde, Franz Marc, August Macke, Adolf Erbslöh und Alexej von Jawlensky. Herausragende Werke sind dabei etwa Frauen auf der Straße von Kirchner und Marcs Fuchs. Neben den Expressionisten befinden sich auch Futuristen wie Umberto Boccioni und sich mehr der Abstraktion zuwendende Künstler wie Fernand Léger und László Moholy-Nagy in der Sammlung. Von Oskar Schlemmer, der während des Zweiten Weltkriegs in Wuppertal tätig war, besitzt das Museum vier Gemälde aus dieser Zeit. Hinzu kommt mit Zwölfergruppe mit Interieur von 1930 auch eines seiner früheren Werke. Vertreter der Neuen Sachlichkeit in der Sammlung des Museums von der Heydt sind unter anderem Otto Dix, etwa mit dem Bildnis Karl Krall und An die Schönheit (Selbstbildnis), Else Lasker-Schüler, George Grosz und Christian Schad. Das Von der Heydt-Museum besitzt vier Gemälde des Elberfelder Malers Carl Grossberg, der in seinen Bildern die moderne, industrialisierte Welt aufgriff. Ein Schwerpunkt der Sammlung bildet auch Max Beckmann. 1925 war das Selbstbildnis als Krankenpfleger das erste seiner Bilder in der Sammlung. Die Mehrheit der neun Gemälde kam nach dem Zweiten Weltkrieg ins Museum. 1976 schenkte Klaus Gebhard dem Von der Heydt-Museum das zentrale Beckmann-Werk Luftakrobaten aus dem Jahr 1928.

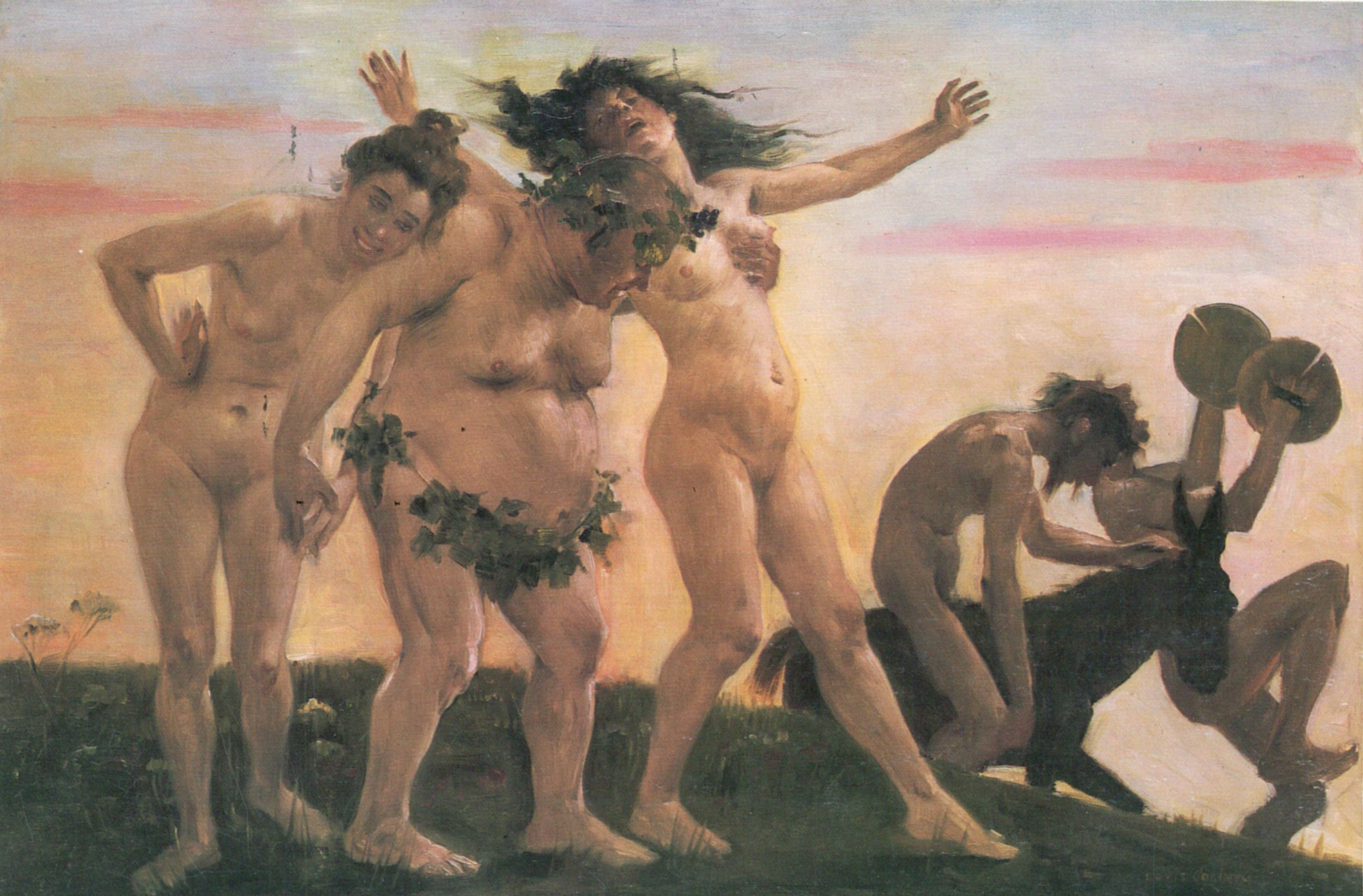
Lovis Corinth: Heimkehrende Bacchanten, 1898
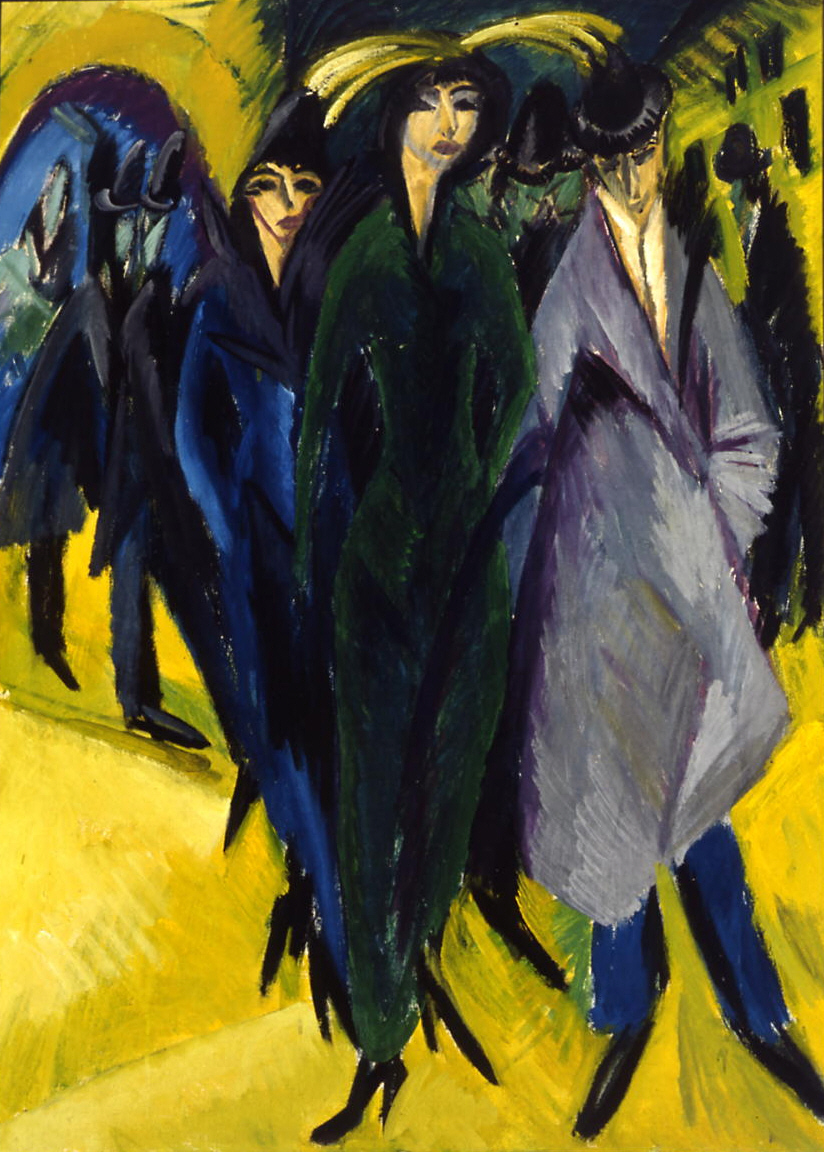
Ernst Ludwig Kirchner: Frauen auf der Straße, 1915
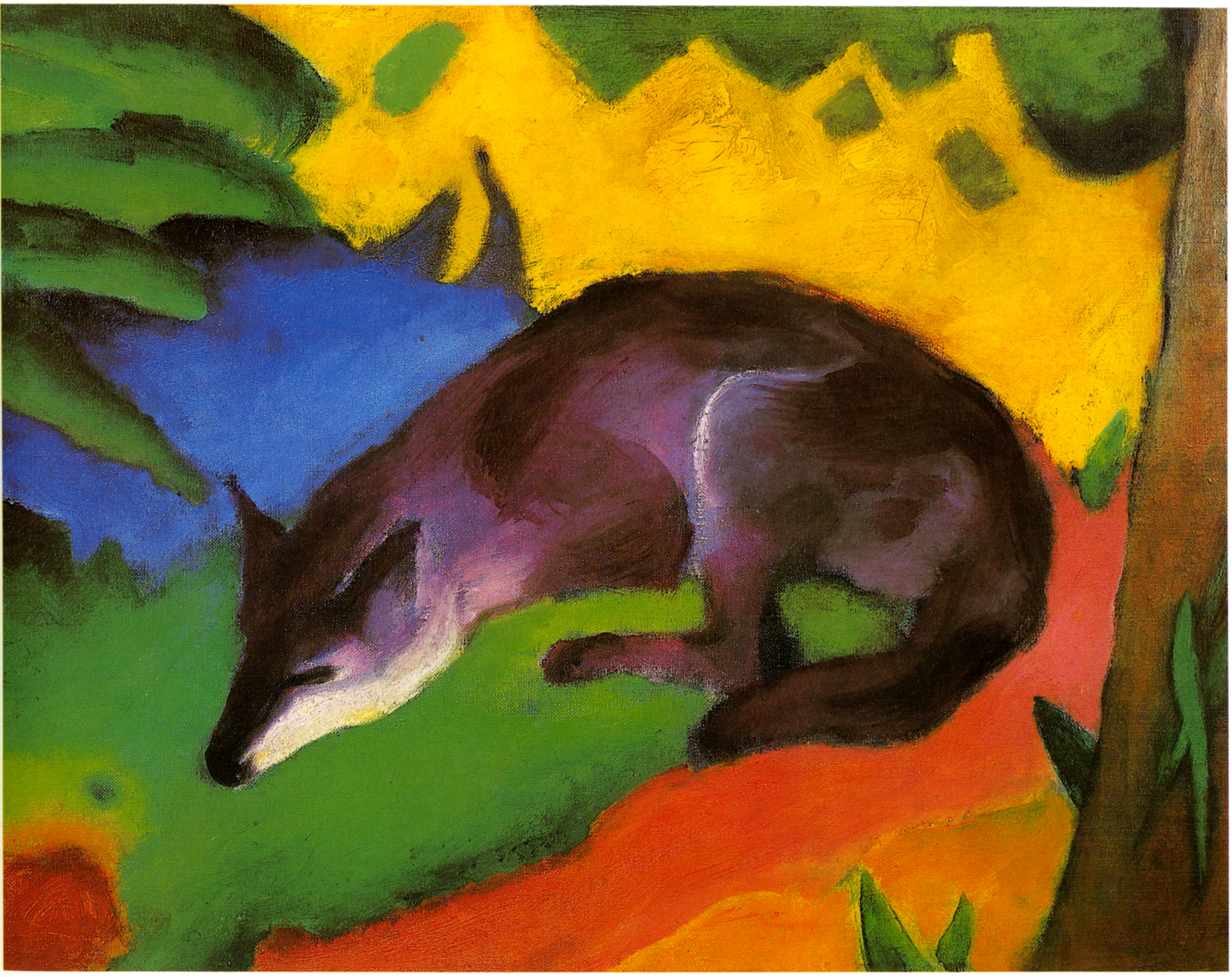
Franz Marc: Fuchs, 1911
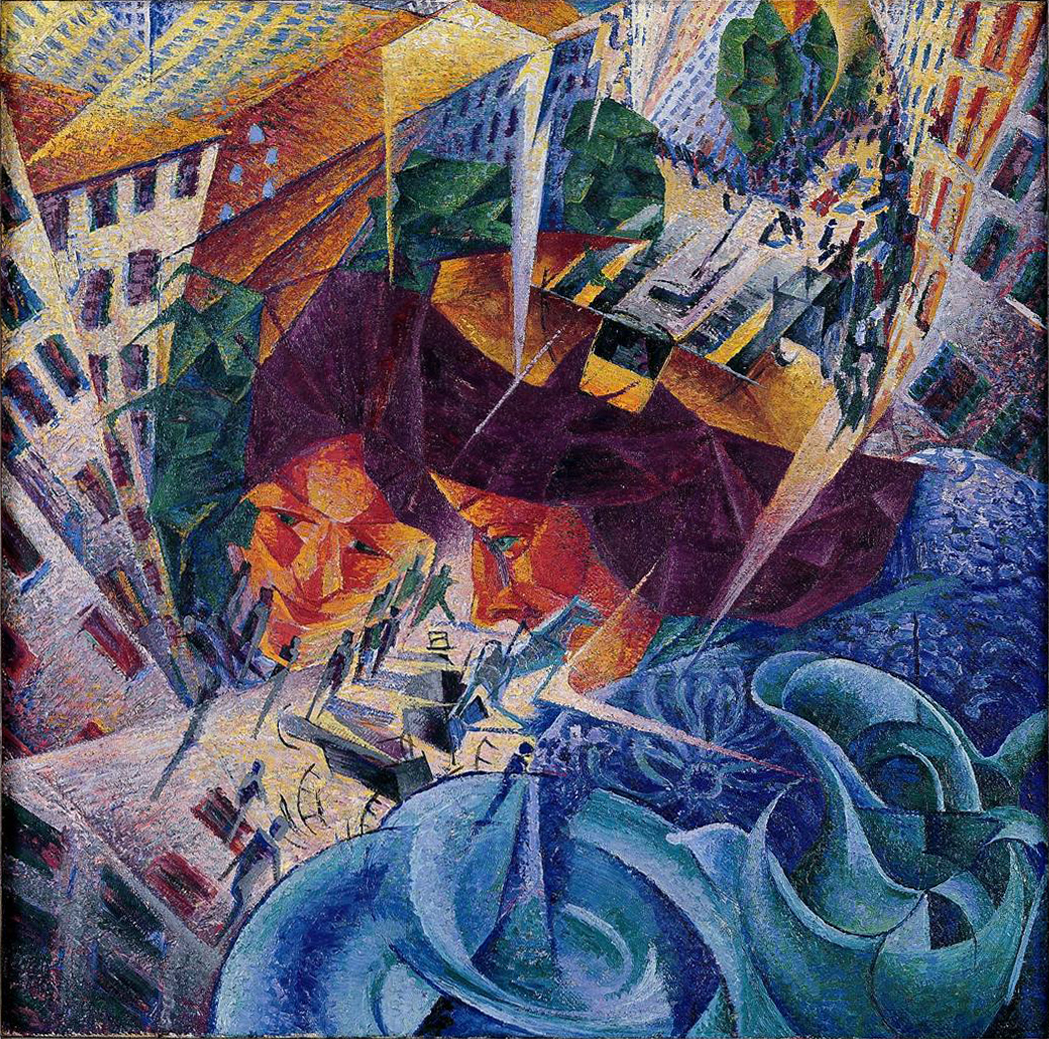
Umberto Boccioni: Simultanvisionen, um 1912
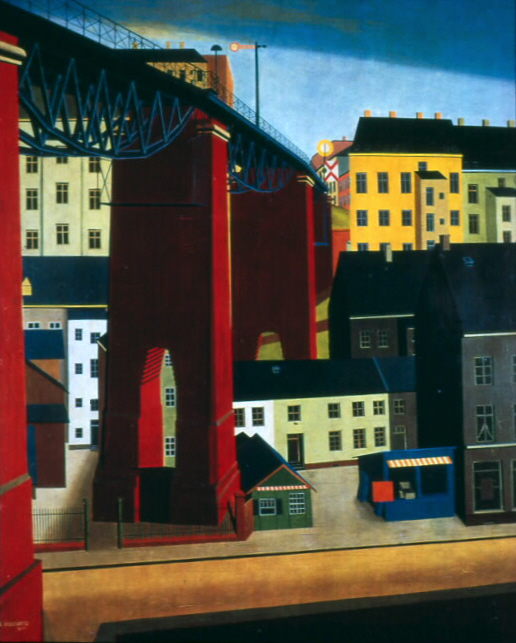
Carl Grossberg: Brücke über die Schwarzbachstraße, 1927

Mit Gemälden von Max Ernst, Paul Klee und Salvador Dalí ist der Surrealismus in der Sammlung des Von der Heydt-Museums vertreten. Auch die Abstrakte Malerei der Nachkriegszeit ist in Wuppertal facettenreich vertreten. So steht etwa das Bild vom 3. 6. 1955 von Karl Otto Götz für den Tachismus, ebenso wie Der Brand von Rom von Georges Mathieu. Mit Jean Dubuffet findet sich der Begründer der Art brut in der Sammlung, wie auch Ernst Wilhelm Nay, der sich der Amerikanischen Farbmalerei angenähert hatte. Weitere Künstler der Nachkriegszeit im Von der Heydt-Museum sind unter anderem Lucio Fontana, Günther Uecker, Sigmar Polke, Gerhard Richter und Francis Bacon. Jüngere Ergänzungen der Sammlung sind beispielsweise die Gemälde Dark Light von Sean Scully aus dem Jahr 1998 und Caspar David Friedrich – Felsenschlucht 1821 von Hiroyuki Masuyama, eine zeitgenössische Neuinszenierung des Gemäldes aus der Romantik, aus dem Jahr 2007.

### Skulptur
Die Sammlung des Von der Heydt-Museums umfasst rund 400 Skulpturen aus dem 19. und 20. Jahrhundert, die vor allem von französischen und deutschen Bildhauern geschaffen wurden. Den Grundstock der Sammlung erhielt das Museum bereits 1901, noch vor der Eröffnung im folgenden Jahr, als Schenkung. Die Werke, darunter Kassandra und Badendes Mädchen von Max Klinger sowie Skulpturen von Emmanuel Frémiet und Nicolaus Friedrich entsprachen dabei dem eher konservativ geprägten Geschmack des ausgehenden 19. Jahrhunderts. Die Hinwendung zur zeitgenössischen Plastik erfolgte 1906, als August von der Heydt den Herbstsalon in Paris besucht hatte und anschließend dem Museum die Porträtbüste des Bildhauers Falguière von Auguste Rodin und den Ecce Homo von Constantin Meunier schenkte. In der Folge wurde die Sammlung im Bereich der modernen Skulptur erweitert. So finden sich in ihr etwa Wilhelm Lehmbrucks Geneigter Frauenkopf, Karl Albikers Stehender Jüngling und Raymond Duchamp-Villons Mädchenkopf, der vom Elberfelder Museumsverein erworben wurde. Nach dem Zweiten Weltkrieg erweiterte Eduard von der Heydt den Bestand. Abgesehen von Edgar Degas und Maurice Sarkissoff konzentrierten sich seine Erwerbungen auf deutsche Bildhauer wie Klinger, Lehmbruck, Renée Sintenis und Fritz Huf.
Seit den 1960er-Jahren wurde die Sammlung im Bereich der deutschen und französischen Skulptur durch Ankäufe und Schenkungen um Arbeiten von Künstlern wie Rudolf Belling, Ernst Barlach, Käthe Kollwitz, Oskar Schlemmer, Gerhard Marcks, Eugen Roth, Aristide Maillol, Henri Laurens und Ossip Zadkine ergänzt. Das Museum besitzt auch Skulpturen von Alberto Giacometti und Alexander Archipenko, die beide in Paris tätig waren. Seit 1974 befinden sich in der Sammlung des Von der Heydt-Museums zudem fünf Arbeiten von Hans Arp.
In jüngerer Vergangenheit wurde die Skulpturensammlung auch internationalen Strömungen der Bildhauerei stärker geöffnet. So sind ebenfalls Künstler wie George Segal, Donald Judd, Tony Cragg, Alexander Calder, Maurizio Nannucci und Lucio Fontana in der Sammlung vertreten.

### Grafik und Fotografie
Das Von der Heydt-Museum besitzt rund 30.000 grafische Arbeiten von der Renaissance bis in die Gegenwart. Die ältesten Grafiken in der Sammlung stammen von Albrecht Dürer und anderen seiner Zeitgenossen. Einen weiteren Schwerpunkt bilden Werke aus dem Goldenen Zeitalter der Niederlande im 17. Jahrhundert. Dabei sind etwa Zeichnungen und Radierungen von Rembrandt van Rijn hervorzuheben. Das Zentrum der grafischen Sammlung bilden aber Werke aus dem 19. und 20. Jahrhundert. So sind der deutsche Klassizismus und die Romantik in der Sammlung vertreten. Ein wichtiges Konvolut bilden die 41 Einzelblätter und das Neapler Skizzenbuch des in Elberfeld geborenen Deutschrömers Hans von Marées. Sie ermöglichen einen direkten Einblick in seinen Schaffensprozess. Andere deutsche Künstler des ausgehenden 19. Jahrhunderts wie Max Klinger und Max Liebermann befinden sich mit repräsentativen Beständen ebenfalls in der Sammlung.
Eduard von der Heydt schenkte dem Museum Aquarelle, Pastelle, Gouachen auf Papier und Zeichnungen von französischen Künstlern der Moderne wie Edgar Degas, Claude Monet, Paul Cézanne, Georges Seurat, Alfred Sisley. Zudem stiftete er frühe Grafiken von Pablo Picasso und Marc Chagall. Besonders hervorzuheben ist die Sammlung des Museums Von der Heydt im Bereich der expressionistischen Grafik sowie der Bestand an Druckgrafik, Aquarellen und Zeichnungen der Brücke-Künstler Ernst Ludwig Kirchner, Emil Nolde, Otto Mueller, Karl Schmidt-Rottluff und Erich Heckel. Auch Arbeiten von Edvard Munch befinden sich in der Sammlung wie etwa die frühe Lithografie Vampir. Seit 1991 befinden sich infolge der Schenkung der Tochter des Kunstsammlers Albert Rudolf Ibach zwölf Aquarelle und Zeichnungen von Paul Klee im Von der Heydt-Museum. Auch grafische Arbeiten aus der Nachkriegszeit, etwa von Joseph Beuys, sind Bestandteil der Sammlung.
In der Sammlung des Museums befinden sich etwa 640 Fotografien. Sie stammen von rund 50 Künstlern wie unter anderem Man Ray, August Sander, Wols und László Moholy-Nagy. Jüngere Arbeiten stammen etwa von Bernd und Hilla Becher, Klaus Rinke, Peter Hutchinson und Monika Baumgartl.

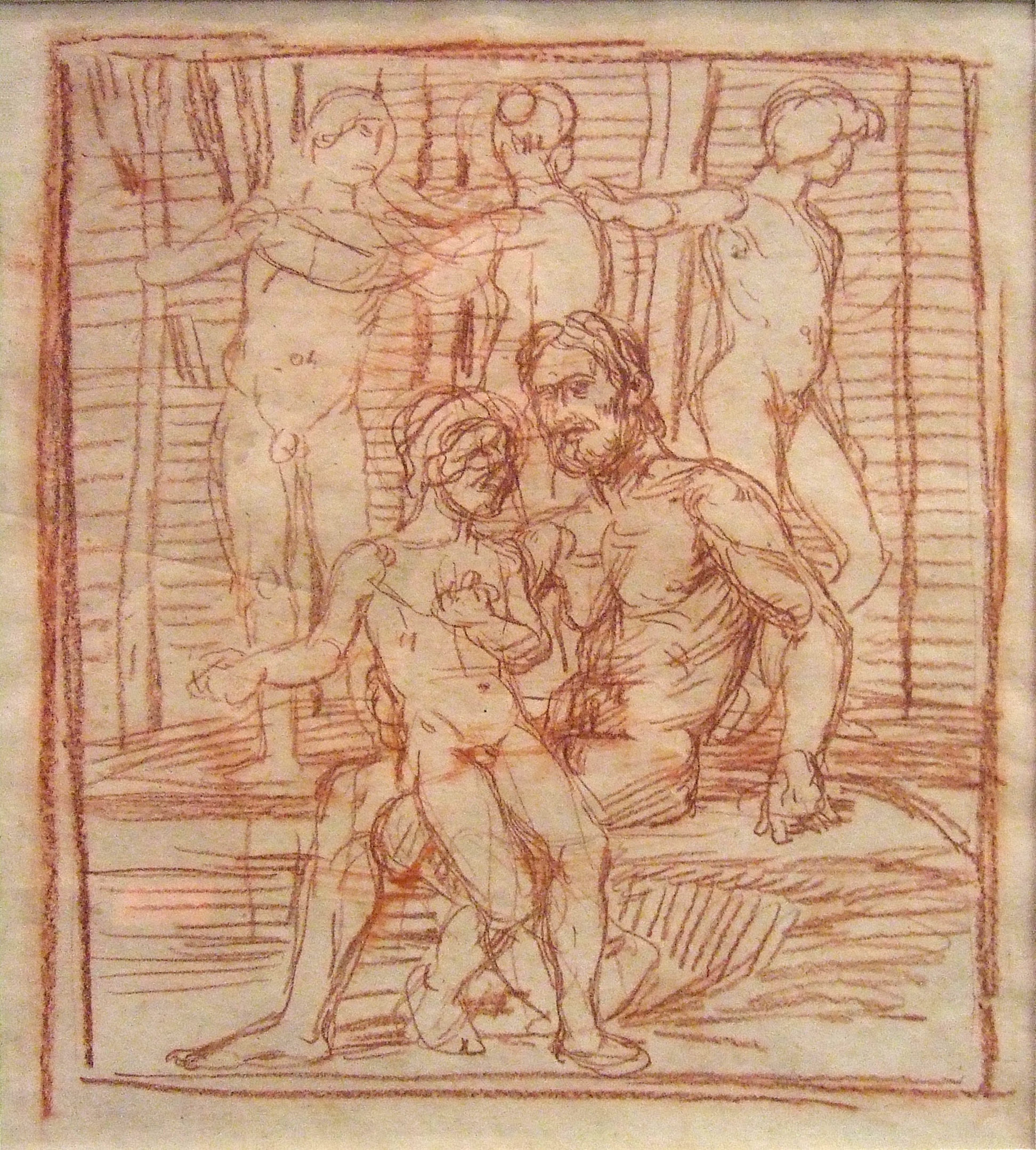
Hans von Marées: Das goldene Zeitalter I, 1879
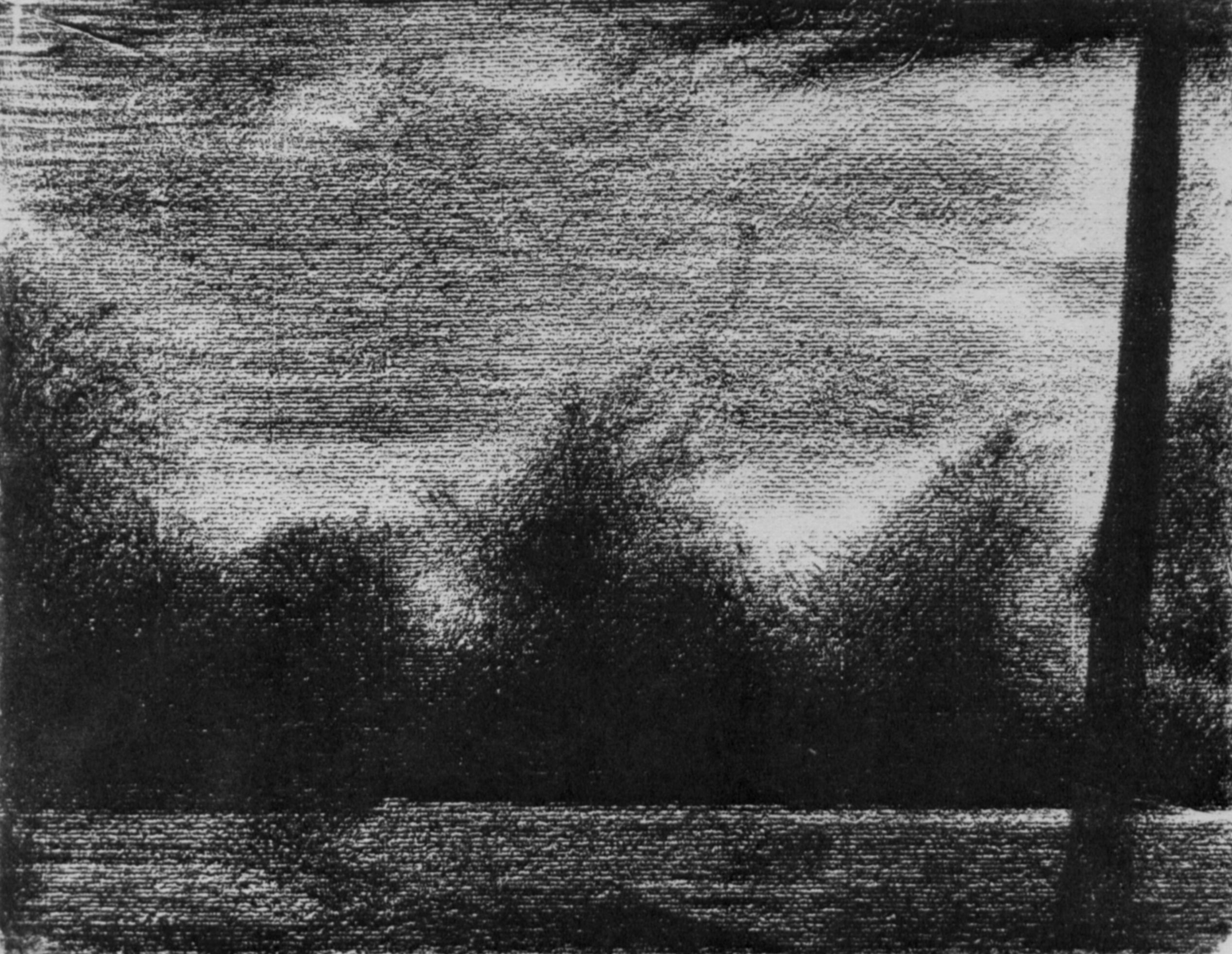
Georges Seurat: Waldrand, um 1883

### Einzelne Exponate

#### Skulpturen
Siehe auch: Die Sitzende, Early Forms

#### Gemälde
Siehe auch: Bäuerin mit Kuh, Osny, Bildnis Gerda, Dame mit Papagei am Fenster, Der Geologe, Distel, Der Fischer, Fuchs, Herbstmorgen in Éragny, Mädchen mit rotem Rock, Porträt des Malers Paul Eugène Gorge, Simultanvisionen, Stillleben mit Kaffeetopf und Blumen und Stillleben mit Krug und Birnen

### Bibliothek
Die Bibliothek des Von der Heydt-Museums umfasst rund 100.000 Bände mit dem Sammlungsschwerpunkt im Bereich der Künstlermonografien mit forschungsrelevanten Werkverzeichnissen sowie schwer beschaffbaren Dissertationen und Kleinschriften und auch unveröffentlichte Materialien (Graues Schrifttum) zeitgenössischer oder regionaler Künstler. Als Unikatbestand führt die Bibliothek eine Datenbank-Dokumentation sämtlicher Museumsausstellungen seit 1902 sowie eine Wuppertaler-Künstler-Datenbank mit Einträgen zu rund 2700 lokalen Künstlern.

## Sonderausstellungen

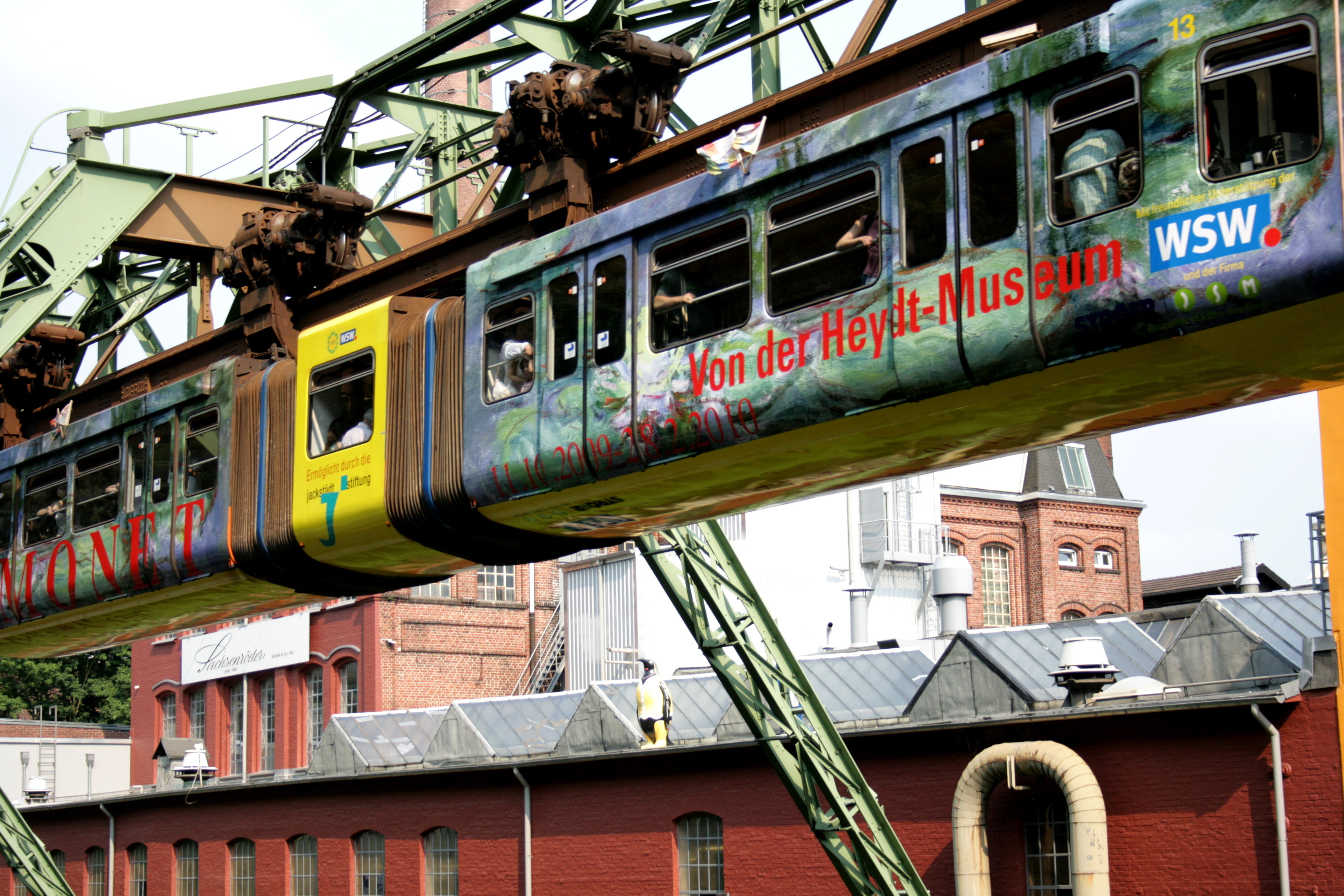
Werbung für die Ausstellung Monet auf einem Wagen der Wuppertaler Schwebebahn

Seit den 1980er-Jahren nahm die Tätigkeit im Bereich der Sonderausstellungen zu. Diese konnten zudem vermehrt ein breites, überregionales Interesse erregen. In den 1990er Jahren fanden unter anderem große Ausstellungen wie Egon Schiele und seine Zeit im Jahr 1990, Von Cranach bis Monet. Meisterwerke aus dem Nationalmuseum Bukarest 1994 und Garten der Frauen. Wegbereiterinnen der Moderne 1996 statt. Daneben gab es monografische Ausstellungen zu Künstlern wie Lovis Corinth und Ferdinand Hodler, die beide 1999 veranstaltet wurden. Im Jahr 2002 zeigte das Museum die Schau Imaginationen. Von Ruysdael bis Manet, Chagall, Kandinsky, die zum hundertjährigen Bestehen abgehalten wurde. In ihr wurde die Sammlungsgeschichte im Bezug auf die beiden größten Mäzene und auf die Verluste während des Nationalsozialismus vorgestellt.
Seit 2006 setzte der Direktor Gerhard Finckh die Ausstellungstätigkeit in dieser Tradition fort. Seine erste große Ausstellung war 2007 Abenteuer Barbizon. Ihr folgte Anfang 2008 Auguste Renoir und die Landschaft des Impressionismus, die 95.000 Besucher hatte. Im Anschluss daran zeigte das Museum zwei Ausstellungen mit eher lokaler Ausrichtung: Marées und Der expressionistische Impuls. Meisterwerke aus Wuppertals Privatsammlungen, die beide 2008 gezeigt wurden. 2009/10 folgte dann mit der Ausstellung Monet die bisher erfolgreichste Schau des Von der Heydt-Museums. Mit über 100 Werken aus allen Schaffensphasen war es die bisher umfangreichste Werksschau zu diesem Künstler in Deutschland. Sie zog 297.000 Besucher an und war damit die bisher meistbesuchte Ausstellung des Museums. Finckh verfolgte die Impressionismus-Linie weiter, indem er danach auch Ausstellungen zu Pierre Bonnard (2010/11), Alfred Sisley (2012), Camille Pissarro (2014/15) und Edgar Degas & Auguste Rodin (2016/17) zeigte. 2017/18 folgte eine Ausstellung zu Édouard Manet.
In der Folge des Outsides-Projekt, einer illegalen corporate streetart attack auf den öffentlichen Raum in Wuppertal im Jahr 2006, fand im Februar 2007 unter dem Titel Still on and non the wiser in der Kunsthalle Barmen die erste Wuppertaler Streetart- und Graffiti-Ausstellung statt. Im Jahr 2009 folgte die Ausstellung Freiheit, Macht und Pracht und 2011 Street Art 2 in Wuppertal.
Die Avantgarde-Ausstellung „Der Sturm“ anlässlich des 100. Geburtstags der Sturm-Galerie aus dem Frühjahr 2012 wurde in einer jährlichen Befragung von zehn renommierten Kritikern durch die Zeitung Welt am Sonntag zur besten Ausstellung des Kunstjahres 2012 in NRW ernannt. Über den Jahreswechsel 2012/2013 zeigte das Museum eine Werkschau mit 50 Gemälden von Peter Paul Rubens. Die Ausstellungspolitik des Museums wurde auch in der Folge positiv rezipiert. Auch für das Jahr 2014 wurde es in der Kritikerumfrage der Welt am Sonntag von zehn Kunstkritikern als Museum mit dem besten Ausstellungsprogramm ausgezeichnet. Die Kritiker wählten die Ausstellung Menschenschlachthaus, in der insbesondere expressionistische Kunst mit Bezug zum Ersten Weltkrieg gezeigt wurde, neben Misunderstanding Photography im Museum Folkwang und Kandinsky, Malewitsch, Mondrian – Der weiße Abgrund Unendlichkeit der Kunstsammlung Nordrhein-Westfalen zur Ausstellung des Jahres.

## Filme
- Von der Heydt-Museum, Wuppertal (= Museums-Check. Folge 65). Reportage, 30 Min., Moderation: Markus Brock, Produktion: 3sat. Erstausstrahlung: 11. Oktober 2020.[54]